# ITF Women's Circuit 2007
L'ITF Women's Circuit 2007 è stata una serie di tornei gestita dall'organo internazionale del tennis, l'ITF. Lo scopo di questi tornei è quello di permettere, in particolare alle giovani tenniste, di migliorare la loro classifica per giocare in tornei più importanti. L'ITF Women's Circuit comprende tornei che hanno montepremi che vanno dai 10.000 ai 100.000 dollari.

## Gennaio
| Settimana  | Torneo | Vincitrice                                              | Finalista                          | Semifinaliste                              | Quarti di finale                                                 |
| ---------- | --- | ------------------------------------------------------- | ---------------------------------- | ------------------------------------------ | ---------------------------------------------------------------- |
| 8 gennaio  | Westgate Printing Grand Slam Futures Tampa Bay 2007 Tampa, USA Cemento $25,000 Singolare - Doppio                                                              | Alina Židkova 6-2, 6-2                                  | Olga Vymetálková                   | Andrea Petković Julie Ditty                | Lina Stančiūtė Tina Schiechtl Audra Cohen Sunitha Rao            |
| 8 gennaio  | Westgate Printing Grand Slam Futures Tampa Bay 2007 Tampa, USA Cemento $25,000 Singolare - Doppio                                                              | Angelika Bachmann Tetjana Lužans'ka 7-5, 6-2            | Olga Vymetálková Andrea Hlaváčková | Andrea Petković Julie Ditty                | Lina Stančiūtė Tina Schiechtl Audra Cohen Sunitha Rao            |
| 8 gennaio  | ITF Women's Circuit Algiers 2007 Algeri, Algeria Terra rossa $10 000 Singolare - Doppio                                                                        | Michelle Gerards 7–6(4), 6-1                            | Palma Kiraly                       | Polona Hercog Samia Medjahdi               | Mariana Muci-Torres Joana Cortez Émilie Bacquet Benedetta Davato |
| 8 gennaio  | ITF Women's Circuit Algiers 2007 Algeri, Algeria Terra rossa $10 000 Singolare - Doppio                                                                        | Talitha De Groot Michelle Gerards 1-6, 6-3, 6-2         | Assia Halo Samia Medjahdi          | Polona Hercog Samia Medjahdi               | Mariana Muci-Torres Joana Cortez Émilie Bacquet Benedetta Davato |
| 15 gennaio | Emerald Coast Association of Realtors $25,000 Women's Challenger 2007 Fort Walton Beach, USA Cemento $25,000 Singolare - Doppio                                | Pauline Parmentier 6-4, 6-3                             | Jana Juričová                      | Marie-Ève Pelletier Nuria Llagostera Vives | Lina Stančiūtė Olga Vymetálková Melanie Oudin Ekaterina Makarova |
| 15 gennaio | Emerald Coast Association of Realtors $25,000 Women's Challenger 2007 Fort Walton Beach, USA Cemento $25,000 Singolare - Doppio                                | Angelika Bachmann Tetjana Lužans'ka 7-5, 6(7)–7, 7–6(4) | Marie-Ève Pelletier Sunitha Rao    | Marie-Ève Pelletier Nuria Llagostera Vives | Lina Stančiūtė Olga Vymetálková Melanie Oudin Ekaterina Makarova |
| 15 gennaio | ITF Women's Circuit Algiers 2 2007 Algeri, Algeria Terra rossa $10,000 Singolare - Doppio                                                                      |                                                         |                                    |                                            |                                                                  |
| 15 gennaio | ITF Women's Circuit Algiers 2 2007 Algeri, Algeria Terra rossa $10,000 Singolare - Doppio                                                                      |                                                         |                                    |                                            |                                                                  |
| 15 gennaio | AEGON Pro Series Sunderland 2007 Sunderland, Gran Bretagna Cemento indoor $10,000 Singolare - Doppio                                                           |                                                         |                                    |                                            |                                                                  |
| 15 gennaio | AEGON Pro Series Sunderland 2007 Sunderland, Gran Bretagna Cemento indoor $10,000 Singolare - Doppio                                                           |                                                         |                                    |                                            |                                                                  |
| 15 gennaio | Internationaler Württembergische Damen-Tennis-Meisterschaften um den Stuttgarter Stadtpokal 2007 Stoccarda, Germania Cemento indoor $10,000 Singolare - Doppio |                                                         |                                    |                                            |                                                                  |
| 15 gennaio | Internationaler Württembergische Damen-Tennis-Meisterschaften um den Stuttgarter Stadtpokal 2007 Stoccarda, Germania Cemento indoor $10,000 Singolare - Doppio |                                                         |                                    |                                            |                                                                  |
| 22 gennaio | Waikoloa Championships 2007 Waikoloa, USA Cemento $50,000 Singolare - Doppio                                                                                   |                                                         |                                    |                                            |                                                                  |
| 22 gennaio | Waikoloa Championships 2007 Waikoloa, USA Cemento $50,000 Singolare - Doppio                                                                                   |                                                         |                                    |                                            |                                                                  |
| 22 gennaio | Open GDF Suez De L'Isere 2007 Grenoble, Francia Cemento indoor $10,000 Singolare - Doppio                                                                      |                                                         |                                    |                                            |                                                                  |
| 22 gennaio | Open GDF Suez De L'Isere 2007 Grenoble, Francia Cemento indoor $10,000 Singolare - Doppio                                                                      |                                                         |                                    |                                            |                                                                  |
| 22 gennaio | ITF Women's Circuit Hull 2007 Hull, Gran Bretagna Cemento indoor $10,000 Singolare - Doppio                                                                    |                                                         |                                    |                                            |                                                                  |
| 22 gennaio | ITF Women's Circuit Hull 2007 Hull, Gran Bretagna Cemento indoor $10,000 Singolare - Doppio                                                                    |                                                         |                                    |                                            |                                                                  |
| 22 gennaio | Internazionali della Franciacorta 2007 Capriolo, Italia Sintetico indoor $25,000 Singolare - Doppio                                                            |                                                         |                                    |                                            |                                                                  |
| 22 gennaio | Internazionali della Franciacorta 2007 Capriolo, Italia Sintetico indoor $25,000 Singolare - Doppio                                                            |                                                         |                                    |                                            |                                                                  |
| 29 gennaio | Internazionali Tennis Val Gardena Südtirol 2007 Ortisei, Italia Sintetico indoor $75,000 Singolare - Doppio                                                    |                                                         |                                    |                                            |                                                                  |
| 29 gennaio | Internazionali Tennis Val Gardena Südtirol 2007 Ortisei, Italia Sintetico indoor $75,000 Singolare - Doppio                                                    |                                                         |                                    |                                            |                                                                  |
| 29 gennaio | Open GDF Suez de Belfort 2007 Belfort, Francia Sintetico indoor $25,000 Singolare - Doppio                                                                     |                                                         |                                    |                                            |                                                                  |
| 29 gennaio | Open GDF Suez de Belfort 2007 Belfort, Francia Sintetico indoor $25,000 Singolare - Doppio                                                                     |                                                         |                                    |                                            |                                                                  |
| 29 gennaio | AEGON Pro Series Sutton 2007 Londra-Sutton, Gran Bretagna Cemento indoor $25,000 Singolare - Doppio                                                            |                                                         |                                    |                                            |                                                                  |
| 29 gennaio | AEGON Pro Series Sutton 2007 Londra-Sutton, Gran Bretagna Cemento indoor $25,000 Singolare - Doppio                                                            |                                                         |                                    |                                            |                                                                  |
| 29 gennaio | ITF Women's Circuit Palm Desert 2007 Palm Desert, USA Cemento $25,000 Singolare - Doppio                                                                       |                                                         |                                    |                                            |                                                                  |
| 29 gennaio | ITF Women's Circuit Palm Desert 2007 Palm Desert, USA Cemento $25,000 Singolare - Doppio                                                                       |                                                         |                                    |                                            |                                                                  |

## Febbraio
| Settimana   | Torneo | Vincitrice | Finalista | Semifinaliste | Quarti di finale |
| ----------- | --- | ---------- | --------- | ------------- | ---------------- |
| 5 febbraio  | Dow Corning Tennis Classic 2007 Midland, USA Cemento indoor $75,000 Singolare - Doppio                                |            |           |               |                  |
| 5 febbraio  | Dow Corning Tennis Classic 2007 Midland, USA Cemento indoor $75,000 Singolare - Doppio                                |            |           |               |                  |
| 5 febbraio  | AEGON Pro Series Tipton 2007 Tipton, Gran Bretagna Cemento indoor $25,000 Singolare - Doppio                          |            |           |               |                  |
| 5 febbraio  | AEGON Pro Series Tipton 2007 Tipton, Gran Bretagna Cemento indoor $25,000 Singolare - Doppio                          |            |           |               |                  |
| 5 febbraio  | Torneo Mallorca I 2007 Palma di Maiorca, Spagna Terra rossa $10,000 Singolare - Doppio                                |            |           |               |                  |
| 5 febbraio  | Torneo Mallorca I 2007 Palma di Maiorca, Spagna Terra rossa $10,000 Singolare - Doppio                                |            |           |               |                  |
| 5 febbraio  | Vale do Lobo Ladies Open 2007 Vale do Lobo, Portogallo Cemento $10,000 Singolare - Doppio                             |            |           |               |                  |
| 5 febbraio  | Vale do Lobo Ladies Open 2007 Vale do Lobo, Portogallo Cemento $10,000 Singolare - Doppio                             |            |           |               |                  |
| 12 febbraio | American Family Mortgage 2007 Saint Paul, USA Cemento indoor $50,000 Singolare - Doppio                               |            |           |               |                  |
| 12 febbraio | American Family Mortgage 2007 Saint Paul, USA Cemento indoor $50,000 Singolare - Doppio                               |            |           |               |                  |
| 12 febbraio | National Bank Challenger Saguenay 2007 Saguenay, Canada Cemento indoor $50,000 Singolare - Doppio                     |            |           |               |                  |
| 12 febbraio | National Bank Challenger Saguenay 2007 Saguenay, Canada Cemento indoor $50,000 Singolare - Doppio                     |            |           |               |                  |
| 12 febbraio | Melbourne Park Tennis International 2007 Melbourne, Australia Terra rossa $25,000 Singolare - Doppio                  |            |           |               |                  |
| 12 febbraio | Melbourne Park Tennis International 2007 Melbourne, Australia Terra rossa $25,000 Singolare - Doppio                  |            |           |               |                  |
| 12 febbraio | ECM Indoor Cup 2007 Praga-Pruhonice, Repubblica Ceca Sintetico indoor $25,000 Singolare - Doppio                      |            |           |               |                  |
| 12 febbraio | ECM Indoor Cup 2007 Praga-Pruhonice, Repubblica Ceca Sintetico indoor $25,000 Singolare - Doppio                      |            |           |               |                  |
| 12 febbraio | Stockholm Ladies 2007 Stoccolma-Salk, Svezia Cemento indoor $25,000 Singolare - Doppio                                |            |           |               |                  |
| 12 febbraio | Stockholm Ladies 2007 Stoccolma-Salk, Svezia Cemento indoor $25,000 Singolare - Doppio                                |            |           |               |                  |
| 12 febbraio | Biberach Open 2007 Biberach an der Riß, Germania Cemento indoor $25,000 Singolare - Doppio                            |            |           |               |                  |
| 12 febbraio | Biberach Open 2007 Biberach an der Riß, Germania Cemento indoor $25,000 Singolare - Doppio                            |            |           |               |                  |
| 12 febbraio | Albufeira Ladies Open 2007 Montechoro, Portogallo Cemento $10,000 Singolare - Doppio                                  |            |           |               |                  |
| 12 febbraio | Albufeira Ladies Open 2007 Montechoro, Portogallo Cemento $10,000 Singolare - Doppio                                  |            |           |               |                  |
| 12 febbraio | Torneo Mallorca II 2007 Palma di Maiorca, Spagna Terra rossa $10,000 Singolare - Doppio                               |            |           |               |                  |
| 12 febbraio | Torneo Mallorca II 2007 Palma di Maiorca, Spagna Terra rossa $10,000 Singolare - Doppio                               |            |           |               |                  |
| 19 febbraio | Sheriff Jim Coats Clearwater Women's Open 2007 Clearwater, USA Cemento $25,000 Singolare - Doppio                     |            |           |               |                  |
| 19 febbraio | Sheriff Jim Coats Clearwater Women's Open 2007 Clearwater, USA Cemento $25,000 Singolare - Doppio                     |            |           |               |                  |
| 19 febbraio | Portimao Tivoli Ladies Open 2007 Portimão, Portogallo Cemento $10,000 Singolare - Doppio                              |            |           |               |                  |
| 19 febbraio | Portimao Tivoli Ladies Open 2007 Portimão, Portogallo Cemento $10,000 Singolare - Doppio                              |            |           |               |                  |
| 19 febbraio | ITF Women's Circuit Melilla 2007 Melilla, Spagna Cemento $10,000 Singolare - Doppio                                   |            |           |               |                  |
| 19 febbraio | ITF Women's Circuit Melilla 2007 Melilla, Spagna Cemento $10,000 Singolare - Doppio                                   |            |           |               |                  |
| 26 febbraio | Trofeu Oxidoc 2007 Sant Boi de Llobregat, Spagna Terra rossa $10,000 Singolare - Doppio                               |            |           |               |                  |
| 26 febbraio | Trofeu Oxidoc 2007 Sant Boi de Llobregat, Spagna Terra rossa $10,000 Singolare - Doppio                               |            |           |               |                  |
| 26 febbraio | Internationale Badische Damen Hallenmeisterschaften 2007 Buchen, Germania Sintetico indoor $10,000 Singolare - Doppio |            |           |               |                  |
| 26 febbraio | Internationale Badische Damen Hallenmeisterschaften 2007 Buchen, Germania Sintetico indoor $10,000 Singolare - Doppio |            |           |               |                  |
| 26 febbraio | ITF Women's Circuit Wellington 2007 Wellington, Nuova Zelanda Cemento $10,000 Singolare - Doppio                      |            |           |               |                  |
| 26 febbraio | ITF Women's Circuit Wellington 2007 Wellington, Nuova Zelanda Cemento $10,000 Singolare - Doppio                      |            |           |               |                  |
| 26 febbraio | Tennis Channel Open 2007 Las Vegas, USA Cemento $75,000 Singolare - Doppio                                            |            |           |               |                  |
| 26 febbraio | Tennis Channel Open 2007 Las Vegas, USA Cemento $75,000 Singolare - Doppio                                            |            |           |               |                  |
| 26 febbraio | ITF Women's Circuit Benin City 2007 Benin City, Nigeria Cemento $10,000 Singolare - Doppio                            |            |           |               |                  |
| 26 febbraio | ITF Women's Circuit Benin City 2007 Benin City, Nigeria Cemento $10,000 Singolare - Doppio                            |            |           |               |                  |

## Marzo
| Settimana | Torneo | Vincitrice | Finalista | Semifinaliste | Quarti di finale |
| --------- | --- | ---------- | --------- | ------------- | ---------------- |
| 5 marzo   | ITF Women's Circuit Benin City 2 2007 Benin City, Nigeria Cemento $10,000 Singolare - Doppio                |            |           |               |                  |
| 5 marzo   | ITF Women's Circuit Benin City 2 2007 Benin City, Nigeria Cemento $10,000 Singolare - Doppio                |            |           |               |                  |
| 5 marzo   | Internazionali Città di Quartu Sant'Elena 2007 Quartu Sant'Elena, Italia Cemento $10,000 Singolare - Doppio |            |           |               |                  |
| 5 marzo   | Internazionali Città di Quartu Sant'Elena 2007 Quartu Sant'Elena, Italia Cemento $10,000 Singolare - Doppio |            |           |               |                  |
| 5 marzo   | ITF Women's Circuit Toluca 2007 Toluca, Messico Cemento indoor $10,000 Singolare - Doppio                   |            |           |               |                  |
| 5 marzo   | ITF Women's Circuit Toluca 2007 Toluca, Messico Cemento indoor $10,000 Singolare - Doppio                   |            |           |               |                  |
| 5 marzo   | Pavlov Cup 2007 Minsk, Bielorussia Sintetico indoor $25,000 Singolare - Doppio                              |            |           |               |                  |
| 5 marzo   | Pavlov Cup 2007 Minsk, Bielorussia Sintetico indoor $25,000 Singolare - Doppio                              |            |           |               |                  |
| 5 marzo   | The Jersey International 2007 Jersey, Gran Bretagna Cemento indoor $10,000 Singolare - Doppio               |            |           |               |                  |
| 5 marzo   | The Jersey International 2007 Jersey, Gran Bretagna Cemento indoor $10,000 Singolare - Doppio               |            |           |               |                  |
| 5 marzo   | Trofeu Internacional ITF Femení 2007 Sabadell, Spagna Terra rossa $10,000 Singolare - Doppio                |            |           |               |                  |
| 5 marzo   | Trofeu Internacional ITF Femení 2007 Sabadell, Spagna Terra rossa $10,000 Singolare - Doppio                |            |           |               |                  |
| 5 marzo   | ITF Women's Circuit Ramat HaSharon 2007 Ramat HaSharon, Israele Cemento $10,000 Singolare - Doppio          |            |           |               |                  |
| 5 marzo   | ITF Women's Circuit Ramat HaSharon 2007 Ramat HaSharon, Israele Cemento $10,000 Singolare - Doppio          |            |           |               |                  |
| 5 marzo   | ITF Women's Circuit Hamilton 2007 Hamilton, Nuova Zelanda Cemento $10,000 Singolare - Doppio                |            |           |               |                  |
| 5 marzo   | ITF Women's Circuit Hamilton 2007 Hamilton, Nuova Zelanda Cemento $10,000 Singolare - Doppio                |            |           |               |                  |
| 12 marzo  | Ciudad de Las Palmas 2007 Las Palmas de Gran Canaria, Spagna Cemento $25,000 Singolare - Doppio             |            |           |               |                  |
| 12 marzo  | Ciudad de Las Palmas 2007 Las Palmas de Gran Canaria, Spagna Cemento $25,000 Singolare - Doppio             |            |           |               |                  |
| 12 marzo  | ITF Women's Circuit Orange 2007 Orange, USA Cemento $25,000 Singolare - Doppio                              |            |           |               |                  |
| 12 marzo  | ITF Women's Circuit Orange 2007 Orange, USA Cemento $25,000 Singolare - Doppio                              |            |           |               |                  |
| 12 marzo  | Perth Tennis International 2007 Perth, Australia Cemento $25,000 Singolare - Doppio                         |            |           |               |                  |
| 12 marzo  | Perth Tennis International 2007 Perth, Australia Cemento $25,000 Singolare - Doppio                         |            |           |               |                  |
| 12 marzo  | AEGON Pro Series Sunderland 2007 Sunderland, Gran Bretagna Cemento indoor $10,000 Singolare - Doppio        |            |           |               |                  |
| 12 marzo  | AEGON Pro Series Sunderland 2007 Sunderland, Gran Bretagna Cemento indoor $10,000 Singolare - Doppio        |            |           |               |                  |
| 12 marzo  | Bsksecurmark Cup 2007 Roma-Real, Italia Terra rossa $10,000 Singolare - Doppio                              |            |           |               |                  |
| 12 marzo  | Bsksecurmark Cup 2007 Roma-Real, Italia Terra rossa $10,000 Singolare - Doppio                              |            |           |               |                  |
| 12 marzo  | ITF Women's Circuit Ramat HaSharon 2007 Ramat HaSharon, Israele Cemento $10,000 Singolare - Doppio          |            |           |               |                  |
| 12 marzo  | ITF Women's Circuit Ramat HaSharon 2007 Ramat HaSharon, Israele Cemento $10,000 Singolare - Doppio          |            |           |               |                  |
| 12 marzo  | ITF Women's Circuit Merida 2007 Mérida, Messico Cemento indoor $10,000 Singolare - Doppio                   |            |           |               |                  |
| 12 marzo  | ITF Women's Circuit Merida 2007 Mérida, Messico Cemento indoor $10,000 Singolare - Doppio                   |            |           |               |                  |
| 19 marzo  | ITF Femenil Britania Coatzacoalcos 2007 Coatzacoalcos, Messico Cemento indoor $25,000 Singolare - Doppio    |            |           |               |                  |
| 19 marzo  | ITF Femenil Britania Coatzacoalcos 2007 Coatzacoalcos, Messico Cemento indoor $25,000 Singolare - Doppio    |            |           |               |                  |
| 19 marzo  | Neva Cup 2007 San Pietroburgo, Russia Cemento indoor $25,000 Singolare - Doppio                             |            |           |               |                  |
| 19 marzo  | Neva Cup 2007 San Pietroburgo, Russia Cemento indoor $25,000 Singolare - Doppio                             |            |           |               |                  |
| 19 marzo  | ITF Women's Circuit Mumbai 2007 Mumbai, India Cemento $25,000 Singolare - Doppio                            |            |           |               |                  |
| 19 marzo  | ITF Women's Circuit Mumbai 2007 Mumbai, India Cemento $25,000 Singolare - Doppio                            |            |           |               |                  |
| 19 marzo  | Ciudad Santa Cruz De Tenerife 2007 Santa Cruz de Tenerife, Spagna Cemento $25,000 Singolare - Doppio        |            |           |               |                  |
| 19 marzo  | Ciudad Santa Cruz De Tenerife 2007 Santa Cruz de Tenerife, Spagna Cemento $25,000 Singolare - Doppio        |            |           |               |                  |
| 19 marzo  | ITF Women's Circuit Athens 2007 Atene, Grecia Cemento $10,000 Singolare - Doppio                            |            |           |               |                  |
| 19 marzo  | ITF Women's Circuit Athens 2007 Atene, Grecia Cemento $10,000 Singolare - Doppio                            |            |           |               |                  |
| 19 marzo  | USTA Challenger of Redding 2007 Redding, USA Cemento $25,000 Singolare - Doppio                             |            |           |               |                  |
| 19 marzo  | USTA Challenger of Redding 2007 Redding, USA Cemento $25,000 Singolare - Doppio                             |            |           |               |                  |
| 19 marzo  | Gold Fields St Ives Tennis International 2007 Kalgoorlie, Australia Cemento $25,000 Singolare - Doppio      |            |           |               |                  |
| 19 marzo  | Gold Fields St Ives Tennis International 2007 Kalgoorlie, Australia Cemento $25,000 Singolare - Doppio      |            |           |               |                  |
| 19 marzo  | Internationaux Féminins d'Amiens 2007 Amiens, Francia Terra rossa $10,000 Singolare - Doppio                |            |           |               |                  |
| 19 marzo  | Internationaux Féminins d'Amiens 2007 Amiens, Francia Terra rossa $10,000 Singolare - Doppio                |            |           |               |                  |
| 19 marzo  | Memorial Angelo Pandimiglio 2007 Roma-Panda, Italia terra rossa $10,000 Singolare - Doppio                  |            |           |               |                  |
| 19 marzo  | Memorial Angelo Pandimiglio 2007 Roma-Panda, Italia terra rossa $10,000 Singolare - Doppio                  |            |           |               |                  |
| 19 marzo  | Marjorie Sherman Women's Circuit 2007 Raanana, Israele Cemento $10,000 Singolare - Doppio                   |            |           |               |                  |
| 19 marzo  | Marjorie Sherman Women's Circuit 2007 Raanana, Israele Cemento $10,000 Singolare - Doppio                   |            |           |               |                  |
| 26 marzo  | Open Isla Bonita 2007 La Palma, Spagna Cemento $25,000 Singolare - Doppio                                   |            |           |               |                  |
| 26 marzo  | Open Isla Bonita 2007 La Palma, Spagna Cemento $25,000 Singolare - Doppio                                   |            |           |               |                  |
| 26 marzo  | Patras Cup 2007 Patrasso, Grecia Cemento $25,000 Singolare - Doppio                                         |            |           |               |                  |
| 26 marzo  | Patras Cup 2007 Patrasso, Grecia Cemento $25,000 Singolare - Doppio                                         |            |           |               |                  |
| 26 marzo  | Tangipahoa Tourism $25,000 Women'S Pro Classic 2007 Hammond, USA Cemento $25,000 Singolare - Doppio         |            |           |               |                  |
| 26 marzo  | Tangipahoa Tourism $25,000 Women'S Pro Classic 2007 Hammond, USA Cemento $25,000 Singolare - Doppio         |            |           |               |                  |
| 26 marzo  | AEGON Pro Series Bath ITF 2007 Bath, Gran Bretagna Cemento indoor $10,000 Singolare - Doppio                |            |           |               |                  |
| 26 marzo  | AEGON Pro Series Bath ITF 2007 Bath, Gran Bretagna Cemento indoor $10,000 Singolare - Doppio                |            |           |               |                  |
| 26 marzo  | Memorial Michele La Donna 2007 Foggia, Italia Terra rossa $10,000 Singolare - Doppio                        |            |           |               |                  |
| 26 marzo  | Memorial Michele La Donna 2007 Foggia, Italia Terra rossa $10,000 Singolare - Doppio                        |            |           |               |                  |
| 26 marzo  | ITF Women's Circuit Cairo 2007 Il Cairo, Egitto Terra rossa $10,000 Singolare - Doppio                      |            |           |               |                  |
| 26 marzo  | ITF Women's Circuit Cairo 2007 Il Cairo, Egitto Terra rossa $10,000 Singolare - Doppio                      |            |           |               |                  |
| 26 marzo  | Sree Nidhi ITF $10,000 Womens Tennis Tournament 2007 Hyderabad, India Cemento $10,000 Singolare - Doppio    |            |           |               |                  |
| 26 marzo  | Sree Nidhi ITF $10,000 Womens Tennis Tournament 2007 Hyderabad, India Cemento $10,000 Singolare - Doppio    |            |           |               |                  |
| 26 marzo  | Latina Women's Cup 2007 Latina, Italia Terra rossa $50,000 Singolare - Doppio                               |            |           |               |                  |
| 26 marzo  | Latina Women's Cup 2007 Latina, Italia Terra rossa $50,000 Singolare - Doppio                               |            |           |               |                  |
| 26 marzo  | Spring Cup 2007 Mosca, Russia Cemento indoor $25,000 Singolare - Doppio                                     |            |           |               |                  |
| 26 marzo  | Spring Cup 2007 Mosca, Russia Cemento indoor $25,000 Singolare - Doppio                                     |            |           |               |                  |
| 26 marzo  | Dubrovnik Ladies Open 2007 Ragusa, Croazia Terra rossa $10,000 Singolare - Doppio                           |            |           |               |                  |
| 26 marzo  | Dubrovnik Ladies Open 2007 Ragusa, Croazia Terra rossa $10,000 Singolare - Doppio                           |            |           |               |                  |
| 26 marzo  | ITF Women's Circuit Xalapa 2007 Xalapa, Messico Cemento $10,000 Singolare - Doppio                          |            |           |               |                  |
| 26 marzo  | ITF Women's Circuit Xalapa 2007 Xalapa, Messico Cemento $10,000 Singolare - Doppio                          |            |           |               |                  |

## Aprile
| Settimana | Torneo | Vincitrice | Finalista | Semifinaliste | Quarti di finale |
| --------- | --- | ---------- | --------- | ------------- | ---------------- |
| 2 aprile  | Open Gaz de France de Bretagne 2007 Dinan, Francia Terra rossa indoor $75,000 Singolare - Doppio                 |            |           |               |                  |
| 2 aprile  | Open Gaz de France de Bretagne 2007 Dinan, Francia Terra rossa indoor $75,000 Singolare - Doppio                 |            |           |               |                  |
| 2 aprile  | Pelham Racquet Club Women's $25K Pro Circuit Challenger 2007 Pelham, USA Terra rossa $25,000 Singolare - Doppio  |            |           |               |                  |
| 2 aprile  | Pelham Racquet Club Women's $25K Pro Circuit Challenger 2007 Pelham, USA Terra rossa $25,000 Singolare - Doppio  |            |           |               |                  |
| 2 aprile  | Trofeo Quercia d'Argento 2007 Putignano, Italia Cemento $25,000 Singolare - Doppio                               |            |           |               |                  |
| 2 aprile  | Trofeo Quercia d'Argento 2007 Putignano, Italia Cemento $25,000 Singolare - Doppio                               |            |           |               |                  |
| 2 aprile  | AEGON Pro Series Bath ITF 2007 Bath, Gran Bretagna Cemento indoor $10,000 Singolare - Doppio                     |            |           |               |                  |
| 2 aprile  | AEGON Pro Series Bath ITF 2007 Bath, Gran Bretagna Cemento indoor $10,000 Singolare - Doppio                     |            |           |               |                  |
| 2 aprile  | Cavtat Open 2007 Ragusa Vecchia, Croazia Terra rossa $10,000 Singolare - Doppio                                  |            |           |               |                  |
| 2 aprile  | Cavtat Open 2007 Ragusa Vecchia, Croazia Terra rossa $10,000 Singolare - Doppio                                  |            |           |               |                  |
| 9 aprile  | Open GDF SUEZ de Biarritz 2007 Biarritz, Francia Terra rossa $25,000 Singolare - Doppio                          |            |           |               |                  |
| 9 aprile  | Open GDF SUEZ de Biarritz 2007 Biarritz, Francia Terra rossa $25,000 Singolare - Doppio                          |            |           |               |                  |
| 9 aprile  | Torneo Tirreno Power 2007 Civitavecchia, Italia Terra rossa $25,000 Singolare - Doppio                           |            |           |               |                  |
| 9 aprile  | Torneo Tirreno Power 2007 Civitavecchia, Italia Terra rossa $25,000 Singolare - Doppio                           |            |           |               |                  |
| 9 aprile  | ITF Women's Circuit Ho Chi Minh City 2007 Ho Chi Minh, Vietnam Cemento $25,000 Singolare - Doppio                |            |           |               |                  |
| 9 aprile  | ITF Women's Circuit Ho Chi Minh City 2007 Ho Chi Minh, Vietnam Cemento $25,000 Singolare - Doppio                |            |           |               |                  |
| 9 aprile  | St. Dominic USTA Pro Circuit $25,000 Women's Challenger 2007 Jackson, USA Terra rossa $25,000 Singolare - Doppio |            |           |               |                  |
| 9 aprile  | St. Dominic USTA Pro Circuit $25,000 Women's Challenger 2007 Jackson, USA Terra rossa $25,000 Singolare - Doppio |            |           |               |                  |
| 9 aprile  | Al Habtoor Future Challenge 2007 Dubai, Emirati Arabi Uniti Cemento $10,000 Singolare - Doppio                   |            |           |               |                  |
| 9 aprile  | Al Habtoor Future Challenge 2007 Dubai, Emirati Arabi Uniti Cemento $10,000 Singolare - Doppio                   |            |           |               |                  |
| 9 aprile  | ITF Women's Circuit Split 2007 Spalato, Croazia Terra rossa $10,000 Singolare - Doppio                           |            |           |               |                  |
| 9 aprile  | ITF Women's Circuit Split 2007 Spalato, Croazia Terra rossa $10,000 Singolare - Doppio                           |            |           |               |                  |
| 9 aprile  | Koddaert Ladies Open 2007 Torhout, Belgio Cemento indoor $10,000 Singolare - Doppio                              |            |           |               |                  |
| 9 aprile  | Koddaert Ladies Open 2007 Torhout, Belgio Cemento indoor $10,000 Singolare - Doppio                              |            |           |               |                  |
| 16 aprile | Dothan Pro Classic 2007 Dothan, USA Terra verde $75,000 Singolare - Doppio                                       |            |           |               |                  |
| 16 aprile | Dothan Pro Classic 2007 Dothan, USA Terra verde $75,000 Singolare - Doppio                                       |            |           |               |                  |
| 16 aprile | Trofeo Martino 2007 Bari, Italia Terra rossa $25,000 Singolare - Doppio                                          |            |           |               |                  |
| 16 aprile | Trofeo Martino 2007 Bari, Italia Terra rossa $25,000 Singolare - Doppio                                          |            |           |               |                  |
| 16 aprile | Torneig Futures Calvia 2007 Calvià, Spagna Terra rossa $25,000 Singolare - Doppio                                |            |           |               |                  |
| 16 aprile | Torneig Futures Calvia 2007 Calvià, Spagna Terra rossa $25,000 Singolare - Doppio                                |            |           |               |                  |
| 16 aprile | Gariful Hvar Open 2007 Lesina, Croazia Terra rossa $10,000 Singolare - Doppio                                    |            |           |               |                  |
| 16 aprile | Gariful Hvar Open 2007 Lesina, Croazia Terra rossa $10,000 Singolare - Doppio                                    |            |           |               |                  |
| 23 aprile | Open GDF SUEZ de Cagnes-sur-Mer Alpes-Maritimes 2007 Terra rossa, Francia Cemento $100,000+H Singolare - Doppio  |            |           |               |                  |
| 23 aprile | Open GDF SUEZ de Cagnes-sur-Mer Alpes-Maritimes 2007 Terra rossa, Francia Cemento $100,000+H Singolare - Doppio  |            |           |               |                  |
| 23 aprile | Torneo Internacional Ciutat de Torrent 2007 Torrent, Spagna Terra rossa $50,000 Singolare - Doppio               |            |           |               |                  |
| 23 aprile | Torneo Internacional Ciutat de Torrent 2007 Torrent, Spagna Terra rossa $50,000 Singolare - Doppio               |            |           |               |                  |
| 23 aprile | South Seas Island Resort Women's Pro Classic 2007 Sea Island, USA Terra rossa $50,000 Singolare - Doppio         |            |           |               |                  |
| 23 aprile | South Seas Island Resort Women's Pro Classic 2007 Sea Island, USA Terra rossa $50,000 Singolare - Doppio         |            |           |               |                  |
| 23 aprile | Bluesun Bol Ladies Open 2007 Vallo della Brazza, Croazia Terra rossa $10,000 Singolare - Doppio                  |            |           |               |                  |
| 23 aprile | Bluesun Bol Ladies Open 2007 Vallo della Brazza, Croazia Terra rossa $10,000 Singolare - Doppio                  |            |           |               |                  |
| 23 aprile | ITF Women's Circuit Naples 2007 Napoli, Italia Terra rossa $10,000 Singolare - Doppio                            |            |           |               |                  |
| 23 aprile | ITF Women's Circuit Naples 2007 Napoli, Italia Terra rossa $10,000 Singolare - Doppio                            |            |           |               |                  |
| 23 aprile | ITF Women's Circuit Obregon 2007 Ciudad Obregón, Messico Cemento $10,000 Singolare - Doppio                      |            |           |               |                  |
| 23 aprile | ITF Women's Circuit Obregon 2007 Ciudad Obregón, Messico Cemento $10,000 Singolare - Doppio                      |            |           |               |                  |
| 30 aprile | ITF Women's Circuit Los Mochis 2007 Los Mochis, Messico Cemento $10,000 Singolare - Doppio                       |            |           |               |                  |
| 30 aprile | ITF Women's Circuit Los Mochis 2007 Los Mochis, Messico Cemento $10,000 Singolare - Doppio                       |            |           |               |                  |
| 30 aprile | Kangaroo Cup International Ladies Open Tennis 2007 Gifu, Giappone Sintetico $50,000 Singolare - Doppio           |            |           |               |                  |
| 30 aprile | Kangaroo Cup International Ladies Open Tennis 2007 Gifu, Giappone Sintetico $50,000 Singolare - Doppio           |            |           |               |                  |
| 30 aprile | Boyd Tinsley Women’s Clay Court Classic 2007 Charlottesville, USA Terra verde $50,000 Singolare - Doppio         |            |           |               |                  |
| 30 aprile | Boyd Tinsley Women’s Clay Court Classic 2007 Charlottesville, USA Terra verde $50,000 Singolare - Doppio         |            |           |               |                  |
| 30 aprile | Makarska Ladies Open 2007 Macarsca, Croazia Terra rossa $25,000 Singolare - Doppio                               |            |           |               |                  |
| 30 aprile | Makarska Ladies Open 2007 Macarsca, Croazia Terra rossa $25,000 Singolare - Doppio                               |            |           |               |                  |
| 30 aprile | ITF Women's Circuit Antalya-Attaleia 2007 Adalia-Attaleia, Turchia Cemento $25,000 Singolare - Doppio            |            |           |               |                  |
| 30 aprile | ITF Women's Circuit Antalya-Attaleia 2007 Adalia-Attaleia, Turchia Cemento $25,000 Singolare - Doppio            |            |           |               |                  |
| 30 aprile | ITF Incheon Women's Challenger Tennis 2007 Incheon, Corea del Sud Cemento $25,000 Singolare - Doppio             |            |           |               |                  |
| 30 aprile | ITF Incheon Women's Challenger Tennis 2007 Incheon, Corea del Sud Cemento $25,000 Singolare - Doppio             |            |           |               |                  |
| 30 aprile | ITF Women's Circuit Chengdu 2007 Chengdu, Cina Cemento $25,000 Singolare - Doppio                                |            |           |               |                  |
| 30 aprile | ITF Women's Circuit Chengdu 2007 Chengdu, Cina Cemento $25,000 Singolare - Doppio                                |            |           |               |                  |
| 30 aprile | AEGON Pro Series Bournemouth 2007 Bournemouth, Gran Bretagna Terra rossa $10,000 Singolare - Doppio              |            |           |               |                  |
| 30 aprile | AEGON Pro Series Bournemouth 2007 Bournemouth, Gran Bretagna Terra rossa $10,000 Singolare - Doppio              |            |           |               |                  |
| 30 aprile | Garuda Indonesia Championships Jakarta 2007 Giacarta, Indonesia Cemento $10,000 Singolare - Doppio               |            |           |               |                  |
| 30 aprile | Garuda Indonesia Championships Jakarta 2007 Giacarta, Indonesia Cemento $10,000 Singolare - Doppio               |            |           |               |                  |
| 30 aprile | Trofeul Distrigaz Sud 2007 Bucarest, Romania Terra rossa $10,000 Singolare - Doppio                              |            |           |               |                  |
| 30 aprile | Trofeul Distrigaz Sud 2007 Bucarest, Romania Terra rossa $10,000 Singolare - Doppio                              |            |           |               |                  |
| 30 aprile | Memorial Daniela Molon Pierrel Cup 2007 Catania, Italia Terra rossa $25,000 Singolare - Doppio                   |            |           |               |                  |
| 30 aprile | Memorial Daniela Molon Pierrel Cup 2007 Catania, Italia Terra rossa $25,000 Singolare - Doppio                   |            |           |               |                  |
| 30 aprile | Torneo Club Tennis Vic 2007 Vic, Spagna Terra rossa $10,000 Singolare - Doppio                                   |            |           |               |                  |
| 30 aprile | Torneo Club Tennis Vic 2007 Vic, Spagna Terra rossa $10,000 Singolare - Doppio                                   |            |           |               |                  |
| 30 aprile | Asociacion Argentina de Tenis Women Circuit 2007 Buenos Aires, Argentina Terra rossa $10,000 Singolare - Doppio  |            |           |               |                  |
| 30 aprile | Asociacion Argentina de Tenis Women Circuit 2007 Buenos Aires, Argentina Terra rossa $10,000 Singolare - Doppio  |            |           |               |                  |

## Maggio
| Settimana | Torneo | Vincitrice | Finalista | Semifinaliste | Quarti di finale |
| --------- | --- | ---------- | --------- | ------------- | ---------------- |
| 7 maggio  | Copa Mazatlan 2007 Mazatlán, Messico Cemento $10,000 Singolare - Doppio                                         |            |           |               |                  |
| 7 maggio  | Copa Mazatlan 2007 Mazatlán, Messico Cemento $10,000 Singolare - Doppio                                         |            |           |               |                  |
| 7 maggio  | ITF Women's Circuit Cordoba 2007 Córdoba, Argentina Terra rossa $10,000 Singolare - Doppio                      |            |           |               |                  |
| 7 maggio  | ITF Women's Circuit Cordoba 2007 Córdoba, Argentina Terra rossa $10,000 Singolare - Doppio                      |            |           |               |                  |
| 7 maggio  | Torneo Internazionale Femminile Antico Tiro a Volo 2007 Roma, Italia Cemento $100,000 Singolare - Doppio        |            |           |               |                  |
| 7 maggio  | Torneo Internazionale Femminile Antico Tiro a Volo 2007 Roma, Italia Cemento $100,000 Singolare - Doppio        |            |           |               |                  |
| 7 maggio  | Torneo Internacional de Tenis Femenino Ciudad de Monzón 2007 Monzón, Spagna Cemento $75,000 Singolare - Doppio  |            |           |               |                  |
| 7 maggio  | Torneo Internacional de Tenis Femenino Ciudad de Monzón 2007 Monzón, Spagna Cemento $75,000 Singolare - Doppio  |            |           |               |                  |
| 7 maggio  | Jounieh Open 2007 Jounieh, Libano Terra rossa $75,000 Singolare - Doppio                                        |            |           |               |                  |
| 7 maggio  | Jounieh Open 2007 Jounieh, Libano Terra rossa $75,000 Singolare - Doppio                                        |            |           |               |                  |
| 7 maggio  | Fukuoka International Women's Cup 2007 Fukuoka, Giappone Sintetico $50,000 Singolare - Doppio                   |            |           |               |                  |
| 7 maggio  | Fukuoka International Women's Cup 2007 Fukuoka, Giappone Sintetico $50,000 Singolare - Doppio                   |            |           |               |                  |
| 7 maggio  | MIMA Foundation USTA Pro Tennis Classic 2007 Indian Harbour Beach, USA Terra verde $50,000 Singolare - Doppio   |            |           |               |                  |
| 7 maggio  | MIMA Foundation USTA Pro Tennis Classic 2007 Indian Harbour Beach, USA Terra verde $50,000 Singolare - Doppio   |            |           |               |                  |
| 7 maggio  | BGZ Cup 2007 Varsavia, Polonia Terra rossa $25,000 Singolare - Doppio                                           |            |           |               |                  |
| 7 maggio  | BGZ Cup 2007 Varsavia, Polonia Terra rossa $25,000 Singolare - Doppio                                           |            |           |               |                  |
| 7 maggio  | ITF Gimcheon Women's Challenger Tennis 2007 Gimcheon, Corea del Sud Cemento $25,000 Singolare - Doppio          |            |           |               |                  |
| 7 maggio  | ITF Gimcheon Women's Challenger Tennis 2007 Gimcheon, Corea del Sud Cemento $25,000 Singolare - Doppio          |            |           |               |                  |
| 7 maggio  | ITF Women's Circuit Chengdu 2007 Chengdu, Cina Cemento $25,000 Singolare - Doppio                               |            |           |               |                  |
| 7 maggio  | ITF Women's Circuit Chengdu 2007 Chengdu, Cina Cemento $25,000 Singolare - Doppio                               |            |           |               |                  |
| 7 maggio  | ITF Women's Circuit Antalya-Attaleia 2007 Adalia-Attaleia, Turchia Cemento $25,000 Singolare - Doppio           |            |           |               |                  |
| 7 maggio  | ITF Women's Circuit Antalya-Attaleia 2007 Adalia-Attaleia, Turchia Cemento $25,000 Singolare - Doppio           |            |           |               |                  |
| 7 maggio  | Mostar Ladies Open 2007 Mostar, Bosnia ed Erzegovina Terra rossa $10,000 Singolare - Doppio                     |            |           |               |                  |
| 7 maggio  | Mostar Ladies Open 2007 Mostar, Bosnia ed Erzegovina Terra rossa $10,000 Singolare - Doppio                     |            |           |               |                  |
| 7 maggio  | AEGON Pro Series Edinburgh 2007 Edimburgo, Gran Bretagna Terra rossa $10,000 Singolare - Doppio                 |            |           |               |                  |
| 7 maggio  | AEGON Pro Series Edinburgh 2007 Edimburgo, Gran Bretagna Terra rossa $10,000 Singolare - Doppio                 |            |           |               |                  |
| 7 maggio  | Trofeul Distrigaz Sud 2007 Bucarest, Romania Terra rossa $10,000 Singolare - Doppio                             |            |           |               |                  |
| 7 maggio  | Trofeul Distrigaz Sud 2007 Bucarest, Romania Terra rossa $10,000 Singolare - Doppio                             |            |           |               |                  |
| 7 maggio  | ITF Women's Circuit Rabat 2007 Rabat, Marocco Terra rossa $10,000 Singolare - Doppio                            |            |           |               |                  |
| 7 maggio  | ITF Women's Circuit Rabat 2007 Rabat, Marocco Terra rossa $10,000 Singolare - Doppio                            |            |           |               |                  |
| 7 maggio  | Walikota Tarakan Open 2007 Tarakan, Indonesia Cemento indoor $10,000 Singolare - Doppio                         |            |           |               |                  |
| 7 maggio  | Walikota Tarakan Open 2007 Tarakan, Indonesia Cemento indoor $10,000 Singolare - Doppio                         |            |           |               |                  |
| 14 maggio | Zagreb Open 2007 Zagabria, Croazia Terra rossa $75,000 Singolare - Doppio                                       |            |           |               |                  |
| 14 maggio | Zagreb Open 2007 Zagabria, Croazia Terra rossa $75,000 Singolare - Doppio                                       |            |           |               |                  |
| 14 maggio | Open GDF SUEZ de Midi-Pyrénées 2007 Saint-Gaudens, Francia Terra rossa $50,000 Singolare - Doppio               |            |           |               |                  |
| 14 maggio | Open GDF SUEZ de Midi-Pyrénées 2007 Saint-Gaudens, Francia Terra rossa $50,000 Singolare - Doppio               |            |           |               |                  |
| 14 maggio | Open Cedaga 2007 Las Palmas de Gran Canaria, Spagna Terra rossa $25,000 Singolare - Doppio                      |            |           |               |                  |
| 14 maggio | Open Cedaga 2007 Las Palmas de Gran Canaria, Spagna Terra rossa $25,000 Singolare - Doppio                      |            |           |               |                  |
| 14 maggio | ITF Women's Circuit Antalya-Ali Bey 2007 Adalia-Ali Bey, Turchia Terra rossa $25,000 Singolare - Doppio         |            |           |               |                  |
| 14 maggio | ITF Women's Circuit Antalya-Ali Bey 2007 Adalia-Ali Bey, Turchia Terra rossa $25,000 Singolare - Doppio         |            |           |               |                  |
| 14 maggio | ITF Women's Circuit Palm Beach Gardens 2007 Palm Beach Gardens, USA Terra rossa $25,000 Singolare - Doppio      |            |           |               |                  |
| 14 maggio | ITF Women's Circuit Palm Beach Gardens 2007 Palm Beach Gardens, USA Terra rossa $25,000 Singolare - Doppio      |            |           |               |                  |
| 14 maggio | Internazionali Femminili di Tennis Città di Caserta 2007 Caserta, Italia Terra rossa $10,000 Singolare - Doppio |            |           |               |                  |
| 14 maggio | Internazionali Femminili di Tennis Città di Caserta 2007 Caserta, Italia Terra rossa $10,000 Singolare - Doppio |            |           |               |                  |
| 14 maggio | ITF Changwon Women's Challenger Tennis 2007 Changwon, Corea del Sud Cemento $25,000 Singolare - Doppio          |            |           |               |                  |
| 14 maggio | ITF Changwon Women's Challenger Tennis 2007 Changwon, Corea del Sud Cemento $25,000 Singolare - Doppio          |            |           |               |                  |
| 14 maggio | ITF Women's Circuit Trivandrum 2007 Trivandrum, India Terra rossa $25,000 Singolare - Doppio                    |            |           |               |                  |
| 14 maggio | ITF Women's Circuit Trivandrum 2007 Trivandrum, India Terra rossa $25,000 Singolare - Doppio                    |            |           |               |                  |
| 14 maggio | Bankaltim Women's Circuit 2007 Balikpapan, Indonesia Cemento indoor $10,000 Singolare - Doppio                  |            |           |               |                  |
| 14 maggio | Bankaltim Women's Circuit 2007 Balikpapan, Indonesia Cemento indoor $10,000 Singolare - Doppio                  |            |           |               |                  |
| 14 maggio | Distrigaz Sud 2007 Galați, Romania Terra rossa $10,000 Singolare - Doppio                                       |            |           |               |                  |
| 14 maggio | Distrigaz Sud 2007 Galați, Romania Terra rossa $10,000 Singolare - Doppio                                       |            |           |               |                  |
| 14 maggio | Michalovce Cup 2007 Michalovce, Slovacchia Terra rossa $10,000 Singolare - Doppio                               |            |           |               |                  |
| 14 maggio | Michalovce Cup 2007 Michalovce, Slovacchia Terra rossa $10,000 Singolare - Doppio                               |            |           |               |                  |
| 14 maggio | ITF Women's Circuit Cordoba 2007 Córdoba, Argentina Terra rossa $10,000 Singolare - Doppio                      |            |           |               |                  |
| 14 maggio | ITF Women's Circuit Cordoba 2007 Córdoba, Argentina Terra rossa $10,000 Singolare - Doppio                      |            |           |               |                  |
| 14 maggio | ITF Women's Circuit Sao Paolo 2007 San Paolo, Brasile Terra rossa $10,000 Singolare - Doppio                    |            |           |               |                  |
| 14 maggio | ITF Women's Circuit Sao Paolo 2007 San Paolo, Brasile Terra rossa $10,000 Singolare - Doppio                    |            |           |               |                  |
| 14 maggio | Women's ITF Irapuato Club de Golf Santa Margarita 2007 Irapuato, Messico Cemento $10,000 Singolare - Doppio     |            |           |               |                  |
| 14 maggio | Women's ITF Irapuato Club de Golf Santa Margarita 2007 Irapuato, Messico Cemento $10,000 Singolare - Doppio     |            |           |               |                  |
| 21 maggio | ITF Women's Circuit Monterrey 2007 Monterrey, Messico Cemento $10,000 Singolare - Doppio                        |            |           |               |                  |
| 21 maggio | ITF Women's Circuit Monterrey 2007 Monterrey, Messico Cemento $10,000 Singolare - Doppio                        |            |           |               |                  |
| 21 maggio | ITF Women's Circuit Sao Paolo 2007 San Paolo, Brasile Terra rossa $10,000 Singolare - Doppio                    |            |           |               |                  |
| 21 maggio | ITF Women's Circuit Sao Paolo 2007 San Paolo, Brasile Terra rossa $10,000 Singolare - Doppio                    |            |           |               |                  |
| 21 maggio | ITF Women's Circuit Cherkassy 2007 Čerkasy, Ucraina Terra rossa $10,000 Singolare - Doppio                      |            |           |               |                  |
| 21 maggio | ITF Women's Circuit Cherkassy 2007 Čerkasy, Ucraina Terra rossa $10,000 Singolare - Doppio                      |            |           |               |                  |
| 21 maggio | ITF Women's Circuit Cordoba 2007 Córdoba, Argentina Terra rossa $10,000 Singolare - Doppio                      |            |           |               |                  |
| 21 maggio | ITF Women's Circuit Cordoba 2007 Córdoba, Argentina Terra rossa $10,000 Singolare - Doppio                      |            |           |               |                  |
| 21 maggio | Go'n'GO Tennis Cup 2007 Gorizia, Italia Terra rossa $25,000 Singolare - Doppio                                  |            |           |               |                  |
| 21 maggio | Go'n'GO Tennis Cup 2007 Gorizia, Italia Terra rossa $25,000 Singolare - Doppio                                  |            |           |               |                  |
| 21 maggio | Torneo Isla Fuerteventura 2007 Fuerteventura, Spagna Sintetico $25,000 Singolare - Doppio                       |            |           |               |                  |
| 21 maggio | Torneo Isla Fuerteventura 2007 Fuerteventura, Spagna Sintetico $25,000 Singolare - Doppio                       |            |           |               |                  |
| 21 maggio | ITF Women's Circuit Nagano 2007 Nagano, Giappone Sintetico $25,000 Singolare - Doppio                           |            |           |               |                  |
| 21 maggio | ITF Women's Circuit Nagano 2007 Nagano, Giappone Sintetico $25,000 Singolare - Doppio                           |            |           |               |                  |
| 21 maggio | ITF Ladies Future Vienna 2007 Vienna, Austria Terra rossa $10,000 Singolare - Doppio                            |            |           |               |                  |
| 21 maggio | ITF Ladies Future Vienna 2007 Vienna, Austria Terra rossa $10,000 Singolare - Doppio                            |            |           |               |                  |
| 21 maggio | Falkenberg Ladies Open 2007 Falkenberg, Svezia Terra rossa $10,000 Singolare - Doppio                           |            |           |               |                  |
| 21 maggio | Falkenberg Ladies Open 2007 Falkenberg, Svezia Terra rossa $10,000 Singolare - Doppio                           |            |           |               |                  |
| 21 maggio | Hunt Communities USTA Women's Pro Tennis Classic El Paso 2007 El Paso, USA Cemento $10,000 Singolare - Doppio   |            |           |               |                  |
| 21 maggio | Hunt Communities USTA Women's Pro Tennis Classic El Paso 2007 El Paso, USA Cemento $10,000 Singolare - Doppio   |            |           |               |                  |
| 21 maggio | ITF Gimhae Women’s Challeneger Tennis 2007 Gimhae, Corea del Sud Terra rossa $10,000 Singolare - Doppio         |            |           |               |                  |
| 21 maggio | ITF Gimhae Women’s Challeneger Tennis 2007 Gimhae, Corea del Sud Terra rossa $10,000 Singolare - Doppio         |            |           |               |                  |
| 21 maggio | ITF Women's Circuit Mumbai 2007 Mumbai, India Cemento $10,000 Singolare - Doppio                                |            |           |               |                  |
| 21 maggio | ITF Women's Circuit Mumbai 2007 Mumbai, India Cemento $10,000 Singolare - Doppio                                |            |           |               |                  |
| 28 maggio | Summer Cup 2007 Mosca, Russia Terra rossa $25,000 Singolare - Doppio                                            |            |           |               |                  |
| 28 maggio | Summer Cup 2007 Mosca, Russia Terra rossa $25,000 Singolare - Doppio                                            |            |           |               |                  |
| 28 maggio | Torneo Internazionale Femminile Città Di Galatina 2007 Galatina, Italia Terra rossa $25,000 Singolare - Doppio  |            |           |               |                  |
| 28 maggio | Torneo Internazionale Femminile Città Di Galatina 2007 Galatina, Italia Terra rossa $25,000 Singolare - Doppio  |            |           |               |                  |
| 28 maggio | ITF Women's Circuit Gunma 2007 Gunma, Giappone Sintetico $25,000 Singolare - Doppio                             |            |           |               |                  |
| 28 maggio | ITF Women's Circuit Gunma 2007 Gunma, Giappone Sintetico $25,000 Singolare - Doppio                             |            |           |               |                  |
| 28 maggio | Torneo Club Tennis Tortosa 2007 Tortosa, Spagna Terra rossa $10,000 Singolare - Doppio                          |            |           |               |                  |
| 28 maggio | Torneo Club Tennis Tortosa 2007 Tortosa, Spagna Terra rossa $10,000 Singolare - Doppio                          |            |           |               |                  |
| 28 maggio | ITF Women's Circuit Houston 2007 Houston, USA Cemento indoor $10,000 Singolare - Doppio                         |            |           |               |                  |
| 28 maggio | ITF Women's Circuit Houston 2007 Houston, USA Cemento indoor $10,000 Singolare - Doppio                         |            |           |               |                  |
| 28 maggio | ITF Gimhae Women's Challeneger Tennis 2007 Gimhae, Corea del Sud Terra rossa $10,000 Singolare - Doppio         |            |           |               |                  |
| 28 maggio | ITF Gimhae Women's Challeneger Tennis 2007 Gimhae, Corea del Sud Terra rossa $10,000 Singolare - Doppio         |            |           |               |                  |
| 28 maggio | Olecko Cup 2007 Olecko, Polonia Terra rossa $10,000 Singolare - Doppio                                          |            |           |               |                  |
| 28 maggio | Olecko Cup 2007 Olecko, Polonia Terra rossa $10,000 Singolare - Doppio                                          |            |           |               |                  |
| 28 maggio | Yesilyurt Sport Club 2007 Istanbul, Turchia Cemento $10,000 Singolare - Doppio                                  |            |           |               |                  |
| 28 maggio | Yesilyurt Sport Club 2007 Istanbul, Turchia Cemento $10,000 Singolare - Doppio                                  |            |           |               |                  |
| 28 maggio | Macha Lake Satellite 2007 Staré Splavy, Repubblica Ceca Terra rossa $10,000 Singolare - Doppio                  |            |           |               |                  |
| 28 maggio | Macha Lake Satellite 2007 Staré Splavy, Repubblica Ceca Terra rossa $10,000 Singolare - Doppio                  |            |           |               |                  |
| 28 maggio | USTA LA Tennis Open 2007 Carson, USA Cemento $50,000 Singolare - Doppio                                         |            |           |               |                  |
| 28 maggio | USTA LA Tennis Open 2007 Carson, USA Cemento $50,000 Singolare - Doppio                                         |            |           |               |                  |
| 28 maggio | Braga Ladies Open 2007 Braga, Portogallo Terra rossa $10,000 Singolare - Doppio                                 |            |           |               |                  |
| 28 maggio | Braga Ladies Open 2007 Braga, Portogallo Terra rossa $10,000 Singolare - Doppio                                 |            |           |               |                  |
| 28 maggio | ITF Women's Circuit Sao Paolo 2007 San Paolo, Brasile Terra rossa $10,000 Singolare - Doppio                    |            |           |               |                  |
| 28 maggio | ITF Women's Circuit Sao Paolo 2007 San Paolo, Brasile Terra rossa $10,000 Singolare - Doppio                    |            |           |               |                  |
| 28 maggio | ITF Women's Circuit Monterrey 2007 Monterrey, Messico Cemento $10,000 Singolare - Doppio                        |            |           |               |                  |
| 28 maggio | ITF Women's Circuit Monterrey 2007 Monterrey, Messico Cemento $10,000 Singolare - Doppio                        |            |           |               |                  |

## Giugno
| Settimana | Torneo | Vincitrice | Finalista | Semifinaliste | Quarti di finale |
| --------- | --- | ---------- | --------- | ------------- | ---------------- |
| 4 giugno  | ITF Women's Circuit Sao Paolo 2007 San Paolo, Brasile Terra rossa $10,000 Singolare - Doppio                        |            |           |               |                  |
| 4 giugno  | ITF Women's Circuit Sao Paolo 2007 San Paolo, Brasile Terra rossa $10,000 Singolare - Doppio                        |            |           |               |                  |
| 4 giugno  | Zubr Cup 2007 Přerov, Repubblica Ceca Terra rossa $75,000 Singolare - Doppio                                        |            |           |               |                  |
| 4 giugno  | Zubr Cup 2007 Přerov, Repubblica Ceca Terra rossa $75,000 Singolare - Doppio                                        |            |           |               |                  |
| 4 giugno  | Amarante Ladies Open 2007 Amarante, Portogallo Cemento $10,000 Singolare - Doppio                                   |            |           |               |                  |
| 4 giugno  | Amarante Ladies Open 2007 Amarante, Portogallo Cemento $10,000 Singolare - Doppio                                   |            |           |               |                  |
| 4 giugno  | Deloitte Cup 2007 Birkerød, Danimarca Terra rossa $10,000 Singolare - Doppio                                        |            |           |               |                  |
| 4 giugno  | Deloitte Cup 2007 Birkerød, Danimarca Terra rossa $10,000 Singolare - Doppio                                        |            |           |               |                  |
| 4 giugno  | Zagreb Ladies Open 2007 Zagabria, Croazia Terra rossa $50,000 Singolare - Doppio                                    |            |           |               |                  |
| 4 giugno  | Zagreb Ladies Open 2007 Zagabria, Croazia Terra rossa $50,000 Singolare - Doppio                                    |            |           |               |                  |
| 4 giugno  | Torneo Internazionale Femminile Città di Grado 2007 Grado, Italia Terra rossa $25,000 Singolare - Doppio            |            |           |               |                  |
| 4 giugno  | Torneo Internazionale Femminile Città di Grado 2007 Grado, Italia Terra rossa $25,000 Singolare - Doppio            |            |           |               |                  |
| 4 giugno  | ITF Women's Circuit Madrid 2007 Madrid, Spagna Terra rossa $25,000 Singolare - Doppio                               |            |           |               |                  |
| 4 giugno  | ITF Women's Circuit Madrid 2007 Madrid, Spagna Terra rossa $25,000 Singolare - Doppio                               |            |           |               |                  |
| 4 giugno  | ITF Women's Circuit Changsha 2007 Changsha, Cina Cemento $25,000 Singolare - Doppio                                 |            |           |               |                  |
| 4 giugno  | ITF Women's Circuit Changsha 2007 Changsha, Cina Cemento $25,000 Singolare - Doppio                                 |            |           |               |                  |
| 4 giugno  | The Surbiton Trophy 2007 Surbiton, Gran Bretagna Erba $25,000 Singolare - Doppio                                    |            |           |               |                  |
| 4 giugno  | The Surbiton Trophy 2007 Surbiton, Gran Bretagna Erba $25,000 Singolare - Doppio                                    |            |           |               |                  |
| 4 giugno  | Head Tail Activewear Women's 2007 Hilton Head Island, USA Cemento $10,000 Singolare - Doppio                        |            |           |               |                  |
| 4 giugno  | Head Tail Activewear Women's 2007 Hilton Head Island, USA Cemento $10,000 Singolare - Doppio                        |            |           |               |                  |
| 4 giugno  | GDF SUEZ Trofeul Ilie Nastase 2007 Pitești, Romania Terra rossa $10,000 Singolare - Doppio                          |            |           |               |                  |
| 4 giugno  | GDF SUEZ Trofeul Ilie Nastase 2007 Pitești, Romania Terra rossa $10,000 Singolare - Doppio                          |            |           |               |                  |
| 4 giugno  | Tokyo Ariake International Ladies Open 2007 Tokyo, Giappone Cemento $10,000 Singolare - Doppio                      |            |           |               |                  |
| 4 giugno  | Tokyo Ariake International Ladies Open 2007 Tokyo, Giappone Cemento $10,000 Singolare - Doppio                      |            |           |               |                  |
| 11 giugno | Open GDF SUEZ de Marseille 2007 Marsiglia, Francia Terra rossa $50,000 Singolare - Doppio                           |            |           |               |                  |
| 11 giugno | Open GDF SUEZ de Marseille 2007 Marsiglia, Francia Terra rossa $50,000 Singolare - Doppio                           |            |           |               |                  |
| 11 giugno | ITF Women's Circuit Guangzhou 2007 Canton, Cina Cemento $50,000 Singolare - Doppio                                  |            |           |               |                  |
| 11 giugno | ITF Women's Circuit Guangzhou 2007 Canton, Cina Cemento $50,000 Singolare - Doppio                                  |            |           |               |                  |
| 11 giugno | ITF Women's Circuit Allentown 2007 Allentown, USA Cemento $25,000 Singolare - Doppio                                |            |           |               |                  |
| 11 giugno | ITF Women's Circuit Allentown 2007 Allentown, USA Cemento $25,000 Singolare - Doppio                                |            |           |               |                  |
| 11 giugno | Internazionali Regione Molise 2007 Campobasso, Italia Terra rossa $25,000 Singolare - Doppio                        |            |           |               |                  |
| 11 giugno | Internazionali Regione Molise 2007 Campobasso, Italia Terra rossa $25,000 Singolare - Doppio                        |            |           |               |                  |
| 11 giugno | $10,000 tba 2007 tba, Venezuela Cemento $10,000                                                                     |            |           |               |                  |
| 11 giugno | $10,000 tba 2007 tba, Venezuela Cemento $10,000                                                                     |            |           |               |                  |
| 11 giugno | ITF Women's Instirig Cup 2007 Balș, Romania Terra rossa $10,000 Singolare - Doppio                                  |            |           |               |                  |
| 11 giugno | ITF Women's Instirig Cup 2007 Balș, Romania Terra rossa $10,000 Singolare - Doppio                                  |            |           |               |                  |
| 11 giugno | Lenzerheide Open 2007 Lenzerheide, Svizzera Terra rossa $10,000 Singolare - Doppio                                  |            |           |               |                  |
| 11 giugno | Lenzerheide Open 2007 Lenzerheide, Svizzera Terra rossa $10,000 Singolare - Doppio                                  |            |           |               |                  |
| 11 giugno | Les Franqueses Del Valles Open 2007 Les Franqueses del Vallès, Spagna Cemento $10,000 Singolare - Doppio            |            |           |               |                  |
| 11 giugno | Les Franqueses Del Valles Open 2007 Les Franqueses del Vallès, Spagna Cemento $10,000 Singolare - Doppio            |            |           |               |                  |
| 11 giugno | Montemor Ladies Open 2007 Montemor-o-Novo, Portogallo Cemento $10,000 Singolare - Doppio                            |            |           |               |                  |
| 11 giugno | Montemor Ladies Open 2007 Montemor-o-Novo, Portogallo Cemento $10,000 Singolare - Doppio                            |            |           |               |                  |
| 11 giugno | Smart Card Open Monet+ 2007 Zlín, Repubblica Ceca Terra rossa $50,000 Singolare - Doppio                            |            |           |               |                  |
| 11 giugno | Smart Card Open Monet+ 2007 Zlín, Repubblica Ceca Terra rossa $50,000 Singolare - Doppio                            |            |           |               |                  |
| 11 giugno | ITF Women's Circuit Sao Paolo 2007 San Paolo, Brasile Cemento $10,000 Singolare - Doppio                            |            |           |               |                  |
| 11 giugno | ITF Women's Circuit Sao Paolo 2007 San Paolo, Brasile Cemento $10,000 Singolare - Doppio                            |            |           |               |                  |
| 11 giugno | ITF Women's Circuit Annaba 2007 Annaba, Algeria Terra rossa $10,000 Singolare - Doppio                              |            |           |               |                  |
| 11 giugno | ITF Women's Circuit Annaba 2007 Annaba, Algeria Terra rossa $10,000 Singolare - Doppio                              |            |           |               |                  |
| 18 giugno | ITF Women's Circuit Annaba 2 2007 Annaba, Algeria Terra rossa $10,000 Singolare - Doppio                            |            |           |               |                  |
| 18 giugno | ITF Women's Circuit Annaba 2 2007 Annaba, Algeria Terra rossa $10,000 Singolare - Doppio                            |            |           |               |                  |
| 18 giugno | ITF Women's Circuit Sao Paolo 2007 San Paolo, Brasile Terra rossa $10,000 Singolare - Doppio                        |            |           |               |                  |
| 18 giugno | ITF Women's Circuit Sao Paolo 2007 San Paolo, Brasile Terra rossa $10,000 Singolare - Doppio                        |            |           |               |                  |
| 18 giugno | ITF Women's Circuit Fontanafredda 2007 Fontanafredda, Italia Terra rossa $25,000 Singolare - Doppio                 |            |           |               |                  |
| 18 giugno | ITF Women's Circuit Fontanafredda 2007 Fontanafredda, Italia Terra rossa $25,000 Singolare - Doppio                 |            |           |               |                  |
| 18 giugno | Open GDF SUEZ de Montpellier Agglomération Hérault 2007 Montpellier, Francia Terra rossa $10,000 Singolare - Doppio |            |           |               |                  |
| 18 giugno | Open GDF SUEZ de Montpellier Agglomération Hérault 2007 Montpellier, Francia Terra rossa $10,000 Singolare - Doppio |            |           |               |                  |
| 18 giugno | Trofeul Distrigaz Sud 2007 Bucarest, Romania Terra rossa $10,000 Singolare - Doppio                                 |            |           |               |                  |
| 18 giugno | Trofeul Distrigaz Sud 2007 Bucarest, Romania Terra rossa $10,000 Singolare - Doppio                                 |            |           |               |                  |
| 18 giugno | Women's Circuit Davos 2007 Davos, Svizzera Terra rossa $10,000 Singolare - Doppio                                   |            |           |               |                  |
| 18 giugno | Women's Circuit Davos 2007 Davos, Svizzera Terra rossa $10,000 Singolare - Doppio                                   |            |           |               |                  |
| 18 giugno | Future Alkmaar 2007 Alkmaar, Paesi Bassi Terra rossa $10,000 Singolare - Doppio                                     |            |           |               |                  |
| 18 giugno | Future Alkmaar 2007 Alkmaar, Paesi Bassi Terra rossa $10,000 Singolare - Doppio                                     |            |           |               |                  |
| 18 giugno | Sarajevo Ladies Open 2007 Sarajevo, Bosnia ed Erzegovina Terra rossa $10,000 Singolare - Doppio                     |            |           |               |                  |
| 18 giugno | Sarajevo Ladies Open 2007 Sarajevo, Bosnia ed Erzegovina Terra rossa $10,000 Singolare - Doppio                     |            |           |               |                  |
| 18 giugno | Torneio Internacional de Ténis Cidade de Alcobaça 2007 Alcobaça, Portogallo Cemento $10,000 Singolare - Doppio      |            |           |               |                  |
| 18 giugno | Torneio Internacional de Ténis Cidade de Alcobaça 2007 Alcobaça, Portogallo Cemento $10,000 Singolare - Doppio      |            |           |               |                  |
| 18 giugno | $10,000 tba 2007 tba, Venezuela Cemento $10,000                                                                     |            |           |               |                  |
| 18 giugno | $10,000 tba 2007 tba, Venezuela Cemento $10,000                                                                     |            |           |               |                  |
| 18 giugno | Pro Tennis Classic Fort Worth 2007 Fort Worth, USA Cemento $10,000 Singolare - Doppio                               |            |           |               |                  |
| 18 giugno | Pro Tennis Classic Fort Worth 2007 Fort Worth, USA Cemento $10,000 Singolare - Doppio                               |            |           |               |                  |
| 25 giugno | Trofeul Tenis Club 2000 Veolia 2007 Bucarest, Romania Terra rossa $25,000 Singolare - Doppio                        |            |           |               |                  |
| 25 giugno | Trofeul Tenis Club 2000 Veolia 2007 Bucarest, Romania Terra rossa $25,000 Singolare - Doppio                        |            |           |               |                  |
| 25 giugno | Kemer Golf & Country Club Open 2007 Istanbul-Kemer, Turchia Cemento $25,000 Singolare - Doppio                      |            |           |               |                  |
| 25 giugno | Kemer Golf & Country Club Open 2007 Istanbul-Kemer, Turchia Cemento $25,000 Singolare - Doppio                      |            |           |               |                  |
| 25 giugno | Open Gaz de France du Périgord 2007 Périgueux, Francia Terra rossa $25,000 Singolare - Doppio                       |            |           |               |                  |
| 25 giugno | Open Gaz de France du Périgord 2007 Périgueux, Francia Terra rossa $25,000 Singolare - Doppio                       |            |           |               |                  |
| 25 giugno | Padova Challenge Open 2007 Padova, Italia Terra rossa $25,000 Singolare - Doppio                                    |            |           |               |                  |
| 25 giugno | Padova Challenge Open 2007 Padova, Italia Terra rossa $25,000 Singolare - Doppio                                    |            |           |               |                  |
| 25 giugno | Noto International Women's Open 2007 Noto, Giappone Sintetico $25,000 Singolare - Doppio                            |            |           |               |                  |
| 25 giugno | Noto International Women's Open 2007 Noto, Giappone Sintetico $25,000 Singolare - Doppio                            |            |           |               |                  |
| 25 giugno | Internacional de Getxo 2007 Getxo, Spagna Terra rossa $25,000 Singolare - Doppio                                    |            |           |               |                  |
| 25 giugno | Internacional de Getxo 2007 Getxo, Spagna Terra rossa $25,000 Singolare - Doppio                                    |            |           |               |                  |
| 25 giugno | Breda Future 2007 Breda, Paesi Bassi Terra rossa $10,000 Singolare - Doppio                                         |            |           |               |                  |
| 25 giugno | Breda Future 2007 Breda, Paesi Bassi Terra rossa $10,000 Singolare - Doppio                                         |            |           |               |                  |
| 25 giugno | Sarajevo Ladies Open 2 2007 Sarajevo, Bosnia ed Erzegovina Terra rossa $10,000 Singolare - Doppio                   |            |           |               |                  |
| 25 giugno | Sarajevo Ladies Open 2 2007 Sarajevo, Bosnia ed Erzegovina Terra rossa $10,000 Singolare - Doppio                   |            |           |               |                  |
| 25 giugno | ITF Women's Circuit Edmond 2007 Edmond, USA Cemento $10,000 Singolare - Doppio                                      |            |           |               |                  |
| 25 giugno | ITF Women's Circuit Edmond 2007 Edmond, USA Cemento $10,000 Singolare - Doppio                                      |            |           |               |                  |
| 25 giugno | Thon Hotels Open Oslo 2007 Oslo, Norvegia Terra rossa $10,000 Singolare - Doppio                                    |            |           |               |                  |
| 25 giugno | Thon Hotels Open Oslo 2007 Oslo, Norvegia Terra rossa $10,000 Singolare - Doppio                                    |            |           |               |                  |
| 25 giugno | ITF Women's Circuit Sao Paolo 2007 San Paolo, Brasile Terra rossa $10,000 Singolare - Doppio                        |            |           |               |                  |
| 25 giugno | ITF Women's Circuit Sao Paolo 2007 San Paolo, Brasile Terra rossa $10,000 Singolare - Doppio                        |            |           |               |                  |

## Luglio
| Settimana | Torneo | Vincitrice | Finalista | Semifinaliste | Quarti di finale |
| --------- | --- | ---------- | --------- | ------------- | ---------------- |
| 2 luglio  | International Country Cuneo 2007 Cuneo, Italia Terra rossa $50,000+H Singolare - Doppio                                                                               |            |           |               |                  |
| 2 luglio  | International Country Cuneo 2007 Cuneo, Italia Terra rossa $50,000+H Singolare - Doppio                                                                               |            |           |               |                  |
| 2 luglio  | ITF Women's Circuit San Francisco 2007 San Francisco, USA Cemento $50,000 Singolare - Doppio                                                                          |            |           |               |                  |
| 2 luglio  | ITF Women's Circuit San Francisco 2007 San Francisco, USA Cemento $50,000 Singolare - Doppio                                                                          |            |           |               |                  |
| 2 luglio  | ITF Women's Circuit Nagoya 2007 Nagoya, Giappone Cemento $25,000 Singolare - Doppio                                                                                   |            |           |               |                  |
| 2 luglio  | ITF Women's Circuit Nagoya 2007 Nagoya, Giappone Cemento $25,000 Singolare - Doppio                                                                                   |            |           |               |                  |
| 2 luglio  | Ciudad de Valladolid 2007 Valladolid, Spagna Cemento $25,000 Singolare - Doppio                                                                                       |            |           |               |                  |
| 2 luglio  | Ciudad de Valladolid 2007 Valladolid, Spagna Cemento $25,000 Singolare - Doppio                                                                                       |            |           |               |                  |
| 2 luglio  | Open GDF Suez de Mont de Marsan 2007 Mont-de-Marsan, Francia Terra rossa $25,000 Singolare - Doppio                                                                   |            |           |               |                  |
| 2 luglio  | Open GDF Suez de Mont de Marsan 2007 Mont-de-Marsan, Francia Terra rossa $25,000 Singolare - Doppio                                                                   |            |           |               |                  |
| 2 luglio  | Internationaler Württembergische Damen-Tennis-Meisterschaften um den Stuttgarter Stadtpokal 2007 Stoccarda-Vaihingen, Germania Terra rossa $25,000 Singolare - Doppio |            |           |               |                  |
| 2 luglio  | Internationaler Württembergische Damen-Tennis-Meisterschaften um den Stuttgarter Stadtpokal 2007 Stoccarda-Vaihingen, Germania Terra rossa $25,000 Singolare - Doppio |            |           |               |                  |
| 2 luglio  | Swedbank Ladies 2007 Båstad, Svezia Terra rossa $25,000 Singolare - Doppio                                                                                            |            |           |               |                  |
| 2 luglio  | Swedbank Ladies 2007 Båstad, Svezia Terra rossa $25,000 Singolare - Doppio                                                                                            |            |           |               |                  |
| 2 luglio  | Women's International Tournament Canottieri Bissolati Cremona 2007 Cremona, Italia Terra rossa $10,000 Singolare - Doppio                                             |            |           |               |                  |
| 2 luglio  | Women's International Tournament Canottieri Bissolati Cremona 2007 Cremona, Italia Terra rossa $10,000 Singolare - Doppio                                             |            |           |               |                  |
| 2 luglio  | ITF Women's Circuit Prokuplje 2007 Prokuplje, Serbia Terra rossa $10,000 Singolare - Doppio                                                                           |            |           |               |                  |
| 2 luglio  | ITF Women's Circuit Prokuplje 2007 Prokuplje, Serbia Terra rossa $10,000 Singolare - Doppio                                                                           |            |           |               |                  |
| 2 luglio  | ITF Women's Circuit Southlake 2007 Southlake, USA Cemento $25,000 Singolare - Doppio                                                                                  |            |           |               |                  |
| 2 luglio  | ITF Women's Circuit Southlake 2007 Southlake, USA Cemento $25,000 Singolare - Doppio                                                                                  |            |           |               |                  |
| 9 luglio  | Torneo Internazionale Regione Piemonte 2007 Biella, Italia Terra rossa $100,000 Singolare - Doppio                                                                    |            |           |               |                  |
| 9 luglio  | Torneo Internazionale Regione Piemonte 2007 Biella, Italia Terra rossa $100,000 Singolare - Doppio                                                                    |            |           |               |                  |
| 9 luglio  | Sportsmen's Tennis Club USTA Pro Circuit Challenger 2007 Boston, USA Cemento $50,000 Singolare - Doppio                                                               |            |           |               |                  |
| 9 luglio  | Sportsmen's Tennis Club USTA Pro Circuit Challenger 2007 Boston, USA Cemento $50,000 Singolare - Doppio                                                               |            |           |               |                  |
| 9 luglio  | Miyazaki International Women's Challenger Tennis 2007 Miyazaki, Giappone Sintetico $25,000 Singolare - Doppio                                                         |            |           |               |                  |
| 9 luglio  | Miyazaki International Women's Challenger Tennis 2007 Miyazaki, Giappone Sintetico $25,000 Singolare - Doppio                                                         |            |           |               |                  |
| 9 luglio  | AEGON Pro Series Felixstowe 2007 Felixstowe, Gran Bretagna Erba $25,000 Singolare - Doppio                                                                            |            |           |               |                  |
| 9 luglio  | AEGON Pro Series Felixstowe 2007 Felixstowe, Gran Bretagna Erba $25,000 Singolare - Doppio                                                                            |            |           |               |                  |
| 9 luglio  | Bella Cup 2007 Toruń, Polonia Terra rossa $25,000 Singolare - Doppio                                                                                                  |            |           |               |                  |
| 9 luglio  | Bella Cup 2007 Toruń, Polonia Terra rossa $25,000 Singolare - Doppio                                                                                                  |            |           |               |                  |
| 9 luglio  | Darmstadt Tennis International 2007 Darmstadt, Germania Terra rossa $25,000 Singolare - Doppio                                                                        |            |           |               |                  |
| 9 luglio  | Darmstadt Tennis International 2007 Darmstadt, Germania Terra rossa $25,000 Singolare - Doppio                                                                        |            |           |               |                  |
| 9 luglio  | ITF Women's Circuit Khonkan 2007 Khonkan, Thailandia Cemento $10,000 Singolare - Doppio                                                                               |            |           |               |                  |
| 9 luglio  | ITF Women's Circuit Khonkan 2007 Khonkan, Thailandia Cemento $10,000 Singolare - Doppio                                                                               |            |           |               |                  |
| 9 luglio  | Internazionali di Imola 2007 Imola Tozzona, Italia Sintetico $10,000 Singolare - Doppio                                                                               |            |           |               |                  |
| 9 luglio  | Internazionali di Imola 2007 Imola Tozzona, Italia Sintetico $10,000 Singolare - Doppio                                                                               |            |           |               |                  |
| 9 luglio  | ITF Women's Circuit Bogotà 2007 Bogotà, Colombia Terra rossa $10,000 Singolare - Doppio                                                                               |            |           |               |                  |
| 9 luglio  | ITF Women's Circuit Bogotà 2007 Bogotà, Colombia Terra rossa $10,000 Singolare - Doppio                                                                               |            |           |               |                  |
| 9 luglio  | Iris Ladies Trophy 2007 Bruxelles, Belgio Terra rossa $10,000 Singolare - Doppio                                                                                      |            |           |               |                  |
| 9 luglio  | Iris Ladies Trophy 2007 Bruxelles, Belgio Terra rossa $10,000 Singolare - Doppio                                                                                      |            |           |               |                  |
| 9 luglio  | Trofeul Distrigaz Sud 2007 Bucarest, Romania Terra rossa $10,000 Singolare - Doppio                                                                                   |            |           |               |                  |
| 9 luglio  | Trofeul Distrigaz Sud 2007 Bucarest, Romania Terra rossa $10,000 Singolare - Doppio                                                                                   |            |           |               |                  |
| 9 luglio  | Proal Open 2007 Prokuplje, Serbia Terra rossa $10,000 Singolare - Doppio                                                                                              |            |           |               |                  |
| 9 luglio  | Proal Open 2007 Prokuplje, Serbia Terra rossa $10,000 Singolare - Doppio                                                                                              |            |           |               |                  |
| 16 luglio | Megaron Cup 2007 Dnipropetrovs'k, Ucraina Terra rossa $50,000 Singolare - Doppio                                                                                      |            |           |               |                  |
| 16 luglio | Megaron Cup 2007 Dnipropetrovs'k, Ucraina Terra rossa $50,000 Singolare - Doppio                                                                                      |            |           |               |                  |
| 16 luglio | Open 88 Contrexéville 2007 Contrexéville, Francia Terra rossa $50,000 Singolare - Doppio                                                                              |            |           |               |                  |
| 16 luglio | Open 88 Contrexéville 2007 Contrexéville, Francia Terra rossa $50,000 Singolare - Doppio                                                                              |            |           |               |                  |
| 16 luglio | Kurume Best Amenity International Women's Tennis 2007 Kurume, Giappone Erba $25,000 Singolare - Doppio                                                                |            |           |               |                  |
| 16 luglio | Kurume Best Amenity International Women's Tennis 2007 Kurume, Giappone Erba $25,000 Singolare - Doppio                                                                |            |           |               |                  |
| 16 luglio | SMA Cup Sant'Elia 2007 Roma-Tevere Remo, Italia Terra rossa $25,000 Singolare - Doppio                                                                                |            |           |               |                  |
| 16 luglio | SMA Cup Sant'Elia 2007 Roma-Tevere Remo, Italia Terra rossa $25,000 Singolare - Doppio                                                                                |            |           |               |                  |
| 16 luglio | ITF Women's Circuit Hamilton 2007 Hamilton, Canada Terra rossa $25,000 Singolare - Doppio                                                                             |            |           |               |                  |
| 16 luglio | ITF Women's Circuit Hamilton 2007 Hamilton, Canada Terra rossa $25,000 Singolare - Doppio                                                                             |            |           |               |                  |
| 16 luglio | Zwevegem Ladies Open 2007 Zwevegem, Belgio Terra rossa $25,000 Singolare - Doppio                                                                                     |            |           |               |                  |
| 16 luglio | Zwevegem Ladies Open 2007 Zwevegem, Belgio Terra rossa $25,000 Singolare - Doppio                                                                                     |            |           |               |                  |
| 16 luglio | AEGON Pro Series Frinton 2007 Frinton, Gran Bretagna Erba $10,000 Singolare - Doppio                                                                                  |            |           |               |                  |
| 16 luglio | AEGON Pro Series Frinton 2007 Frinton, Gran Bretagna Erba $10,000 Singolare - Doppio                                                                                  |            |           |               |                  |
| 16 luglio | Orterer Cup 2007 Garching bei München, Germania Terra rossa $10,000 Singolare - Doppio                                                                                |            |           |               |                  |
| 16 luglio | Orterer Cup 2007 Garching bei München, Germania Terra rossa $10,000 Singolare - Doppio                                                                                |            |           |               |                  |
| 16 luglio | ITF Women's Circuit Wichita 2007 Wichita, USA Cemento $10,000 Singolare - Doppio                                                                                      |            |           |               |                  |
| 16 luglio | ITF Women's Circuit Wichita 2007 Wichita, USA Cemento $10,000 Singolare - Doppio                                                                                      |            |           |               |                  |
| 16 luglio | ITF Women's Circuit Khonkan 2007 Khonkan, Thailandia Cemento $10,000 Singolare - Doppio                                                                               |            |           |               |                  |
| 16 luglio | ITF Women's Circuit Khonkan 2007 Khonkan, Thailandia Cemento $10,000 Singolare - Doppio                                                                               |            |           |               |                  |
| 16 luglio | Trofeul Popeci 2007 Craiova, Romania Terra rossa $10,000 Singolare - Doppio                                                                                           |            |           |               |                  |
| 16 luglio | Trofeul Popeci 2007 Craiova, Romania Terra rossa $10,000 Singolare - Doppio                                                                                           |            |           |               |                  |
| 23 luglio | ITF Roller Open 2007 Pétange, Lussemburgo Terra rossa $75,000+H Singolare - Doppio                                                                                    |            |           |               |                  |
| 23 luglio | ITF Roller Open 2007 Pétange, Lussemburgo Terra rossa $75,000+H Singolare - Doppio                                                                                    |            |           |               |                  |
| 23 luglio | Fifth Third Bank Tennis Championships 2007 Lexington, USA Cemento $50,000 Singolare - Doppio                                                                          |            |           |               |                  |
| 23 luglio | Fifth Third Bank Tennis Championships 2007 Lexington, USA Cemento $50,000 Singolare - Doppio                                                                          |            |           |               |                  |
| 23 luglio | Open GDF SUEZ des Contamines-Montjoie 2007 Les Contamines, Francia Cemento $25,000 Singolare - Doppio                                                                 |            |           |               |                  |
| 23 luglio | Open GDF SUEZ des Contamines-Montjoie 2007 Les Contamines, Francia Cemento $25,000 Singolare - Doppio                                                                 |            |           |               |                  |
| 23 luglio | Monteroni International 2007 Monteroni d'Arbia, Italia Terra rossa $25,000 Singolare - Doppio                                                                         |            |           |               |                  |
| 23 luglio | Monteroni International 2007 Monteroni d'Arbia, Italia Terra rossa $25,000 Singolare - Doppio                                                                         |            |           |               |                  |
| 23 luglio | Trofeul Ilie Nastase 2007 Arad, Romania Terra rossa $10,000 Singolare - Doppio                                                                                        |            |           |               |                  |
| 23 luglio | Trofeul Ilie Nastase 2007 Arad, Romania Terra rossa $10,000 Singolare - Doppio                                                                                        |            |           |               |                  |
| 23 luglio | ITF Women's Circuit Calgary 2007 Calgary, Canada Cemento $10,000 Singolare - Doppio                                                                                   |            |           |               |                  |
| 23 luglio | ITF Women's Circuit Calgary 2007 Calgary, Canada Cemento $10,000 Singolare - Doppio                                                                                   |            |           |               |                  |
| 23 luglio | Torneo Internacional Cidade da Coruña 2007 La Coruña, Spagna Cemento $25,000 Singolare - Doppio                                                                       |            |           |               |                  |
| 23 luglio | Torneo Internacional Cidade da Coruña 2007 La Coruña, Spagna Cemento $25,000 Singolare - Doppio                                                                       |            |           |               |                  |
| 23 luglio | BMW AHG Cup 2007 Horb, Germania Terra rossa $10,000 Singolare - Doppio                                                                                                |            |           |               |                  |
| 23 luglio | BMW AHG Cup 2007 Horb, Germania Terra rossa $10,000 Singolare - Doppio                                                                                                |            |           |               |                  |
| 23 luglio | ITF Women's Circuit Bangkok 2007 Bangkok, Thailandia Cemento $10,000 Singolare - Doppio                                                                               |            |           |               |                  |
| 23 luglio | ITF Women's Circuit Bangkok 2007 Bangkok, Thailandia Cemento $10,000 Singolare - Doppio                                                                               |            |           |               |                  |
| 23 luglio | Thon Hotel Gausdal Future 2007 Gausdal, Norvegia Cemento $10,000 Singolare - Doppio                                                                                   |            |           |               |                  |
| 23 luglio | Thon Hotel Gausdal Future 2007 Gausdal, Norvegia Cemento $10,000 Singolare - Doppio                                                                                   |            |           |               |                  |
| 23 luglio | Women's Hospital Classic 2007 Evansville, USA Cemento $10,000 Singolare - Doppio                                                                                      |            |           |               |                  |
| 23 luglio | Women's Hospital Classic 2007 Evansville, USA Cemento $10,000 Singolare - Doppio                                                                                      |            |           |               |                  |
| 30 luglio | ITF Women's Circuit Washington 2007 Washington, USA Cemento $75,000 Singolare - Doppio                                                                                |            |           |               |                  |
| 30 luglio | ITF Women's Circuit Washington 2007 Washington, USA Cemento $75,000 Singolare - Doppio                                                                                |            |           |               |                  |
| 30 luglio | Ceisa Cup 2007 Rimini, Italia Terra rossa $75,000 Singolare - Doppio                                                                                                  |            |           |               |                  |
| 30 luglio | Ceisa Cup 2007 Rimini, Italia Terra rossa $75,000 Singolare - Doppio                                                                                                  |            |           |               |                  |
| 30 luglio | Cidade de Vigo 2007 Vigo, Spagna Cemento $25,000 Singolare - Doppio                                                                                                   |            |           |               |                  |
| 30 luglio | Cidade de Vigo 2007 Vigo, Spagna Cemento $25,000 Singolare - Doppio                                                                                                   |            |           |               |                  |
| 30 luglio | Knoll Open 2007 Bad Saulgau, Germania Terra rossa $25,000 Singolare - Doppio                                                                                          |            |           |               |                  |
| 30 luglio | Knoll Open 2007 Bad Saulgau, Germania Terra rossa $25,000 Singolare - Doppio                                                                                          |            |           |               |                  |
| 30 luglio | Gaz de France Stars 2007 Bucarest, Romania Terra rossa $25,000 Singolare - Doppio                                                                                     |            |           |               |                  |
| 30 luglio | Gaz de France Stars 2007 Bucarest, Romania Terra rossa $25,000 Singolare - Doppio                                                                                     |            |           |               |                  |
| 30 luglio | Odlum Brown Vancouver Open 2007 Vancouver, Canada Cemento $50,000 Singolare - Doppio                                                                                  |            |           |               |                  |
| 30 luglio | Odlum Brown Vancouver Open 2007 Vancouver, Canada Cemento $50,000 Singolare - Doppio                                                                                  |            |           |               |                  |
| 30 luglio | Credicard Citi Mastercard Tennis Cup 2007 Campos do Jordão, Brasile Cemento $25,000 Singolare - Doppio                                                                |            |           |               |                  |
| 30 luglio | Credicard Citi Mastercard Tennis Cup 2007 Campos do Jordão, Brasile Cemento $25,000 Singolare - Doppio                                                                |            |           |               |                  |
| 30 luglio | Obihiro-Tokachi Open 2007 Obihiro, Giappone Sintetico $25,000 Singolare - Doppio                                                                                      |            |           |               |                  |
| 30 luglio | Obihiro-Tokachi Open 2007 Obihiro, Giappone Sintetico $25,000 Singolare - Doppio                                                                                      |            |           |               |                  |
| 30 luglio | Tampere Open 2007 Tampere, Finlandia Terra rossa $10,000 Singolare - Doppio                                                                                           |            |           |               |                  |
| 30 luglio | Tampere Open 2007 Tampere, Finlandia Terra rossa $10,000 Singolare - Doppio                                                                                           |            |           |               |                  |
| 30 luglio | AEGON Pro Series Ilkley 2007 Ilkley, Gran Bretagna Erba $10,000 Singolare - Doppio                                                                                    |            |           |               |                  |
| 30 luglio | AEGON Pro Series Ilkley 2007 Ilkley, Gran Bretagna Erba $10,000 Singolare - Doppio                                                                                    |            |           |               |                  |
| 30 luglio | Heartland Clinic USTA Women's Tennis Classic 2007 St. Joseph, USA Cemento $10,000 Singolare - Doppio                                                                  |            |           |               |                  |
| 30 luglio | Heartland Clinic USTA Women's Tennis Classic 2007 St. Joseph, USA Cemento $10,000 Singolare - Doppio                                                                  |            |           |               |                  |
| 30 luglio | Trofeo Città di Gardone Val Trompia 2007 Gardone Val Trompia, Italia Terra rossa $10,000 Singolare - Doppio                                                           |            |           |               |                  |
| 30 luglio | Trofeo Città di Gardone Val Trompia 2007 Gardone Val Trompia, Italia Terra rossa $10,000 Singolare - Doppio                                                           |            |           |               |                  |
| 30 luglio | ITF Women's Circuit Caracas 2007 Caracas, Venezuela Cemento $10,000 Singolare - Doppio                                                                                |            |           |               |                  |
| 30 luglio | ITF Women's Circuit Caracas 2007 Caracas, Venezuela Cemento $10,000 Singolare - Doppio                                                                                |            |           |               |                  |

## Agosto
| Settimana | Torneo | Vincitrice | Finalista | Semifinaliste | Quarti di finale |
| --------- | --- | ---------- | --------- | ------------- | ---------------- |
| 6 agosto  | ITF Women's Circuit Caracas 2007 Caracas, Venezuela Terra rossa $10,000 Singolare - Doppio                                  |            |           |               |                  |
| 6 agosto  | ITF Women's Circuit Caracas 2007 Caracas, Venezuela Terra rossa $10,000 Singolare - Doppio                                  |            |           |               |                  |
| 6 agosto  | Hechingen Ladies Open 2007 Hechingen, Germania Terra rossa $25,000 Singolare - Doppio                                       |            |           |               |                  |
| 6 agosto  | Hechingen Ladies Open 2007 Hechingen, Germania Terra rossa $25,000 Singolare - Doppio                                       |            |           |               |                  |
| 6 agosto  | Gdynia Cup 2007 Gdynia, Polonia Terra rossa $25,000 Singolare - Doppio                                                      |            |           |               |                  |
| 6 agosto  | Gdynia Cup 2007 Gdynia, Polonia Terra rossa $25,000 Singolare - Doppio                                                      |            |           |               |                  |
| 6 agosto  | Coimbra University Ladies Open 2007 Coimbra, Portogallo Terra rossa $25,000 Singolare - Doppio                              |            |           |               |                  |
| 6 agosto  | Coimbra University Ladies Open 2007 Coimbra, Portogallo Terra rossa $25,000 Singolare - Doppio                              |            |           |               |                  |
| 6 agosto  | MTA Cup 2007 Jesi, Italia Sintetico $10,000 Singolare - Doppio                                                              |            |           |               |                  |
| 6 agosto  | MTA Cup 2007 Jesi, Italia Sintetico $10,000 Singolare - Doppio                                                              |            |           |               |                  |
| 6 agosto  | Moscow Open 2007 Mosca, Russia Terra rossa $10,000 Singolare - Doppio                                                       |            |           |               |                  |
| 6 agosto  | Moscow Open 2007 Mosca, Russia Terra rossa $10,000 Singolare - Doppio                                                       |            |           |               |                  |
| 6 agosto  | AEGON Pro Series Wrexham 2007 Wrexham, Gran Bretagna Cemento indoor $10,000 Singolare - Doppio                              |            |           |               |                  |
| 6 agosto  | AEGON Pro Series Wrexham 2007 Wrexham, Gran Bretagna Cemento indoor $10,000 Singolare - Doppio                              |            |           |               |                  |
| 6 agosto  | Rebecq Ladiez Trophy 2007 Rebecq, Belgio Terra rossa $10,000 Singolare - Doppio                                             |            |           |               |                  |
| 6 agosto  | Rebecq Ladiez Trophy 2007 Rebecq, Belgio Terra rossa $10,000 Singolare - Doppio                                             |            |           |               |                  |
| 13 agosto | Sura Cup 2007 Penza, Russia Terra rossa $50,000 Singolare - Doppio                                                          |            |           |               |                  |
| 13 agosto | Sura Cup 2007 Penza, Russia Terra rossa $50,000 Singolare - Doppio                                                          |            |           |               |                  |
| 13 agosto | Emblem Health Bronx Open 2007 Bronx, USA Cemento $50,000 Singolare - Doppio                                                 |            |           |               |                  |
| 13 agosto | Emblem Health Bronx Open 2007 Bronx, USA Cemento $50,000 Singolare - Doppio                                                 |            |           |               |                  |
| 13 agosto | Pesaro Open 2007 Pesaro, Italia Terra rossa $10,000 Singolare - Doppio                                                      |            |           |               |                  |
| 13 agosto | Pesaro Open 2007 Pesaro, Italia Terra rossa $10,000 Singolare - Doppio                                                      |            |           |               |                  |
| 13 agosto | Flanders Ladies Trophy Koksijde 2007 Koksijde, Belgio Terra rossa $10,000 Singolare - Doppio                                |            |           |               |                  |
| 13 agosto | Flanders Ladies Trophy Koksijde 2007 Koksijde, Belgio Terra rossa $10,000 Singolare - Doppio                                |            |           |               |                  |
| 13 agosto | Bielefeld Open 2007 Bielefeld, Germania Terra rossa $10,000 Singolare - Doppio                                              |            |           |               |                  |
| 13 agosto | Bielefeld Open 2007 Bielefeld, Germania Terra rossa $10,000 Singolare - Doppio                                              |            |           |               |                  |
| 13 agosto | ITF Women's Circuit Constanta 2007 Costanza, Romania Terra rossa $10,000 Singolare - Doppio                                 |            |           |               |                  |
| 13 agosto | ITF Women's Circuit Constanta 2007 Costanza, Romania Terra rossa $10,000 Singolare - Doppio                                 |            |           |               |                  |
| 13 agosto | $10,000 tba 2007 tba, Venezuela Cemento $10,000                                                                             |            |           |               |                  |
| 13 agosto | $10,000 tba 2007 tba, Venezuela Cemento $10,000                                                                             |            |           |               |                  |
| 13 agosto | Showanomori Open Tennis Tournaments 2007 Tokyo, Giappone Cemento $10,000 Singolare - Doppio                                 |            |           |               |                  |
| 13 agosto | Showanomori Open Tennis Tournaments 2007 Tokyo, Giappone Cemento $10,000 Singolare - Doppio                                 |            |           |               |                  |
| 13 agosto | Savitaipale Ladies Open 2007 Savitaipale, Finlandia Terra rossa $10,000 Singolare - Doppio                                  |            |           |               |                  |
| 13 agosto | Savitaipale Ladies Open 2007 Savitaipale, Finlandia Terra rossa $10,000 Singolare - Doppio                                  |            |           |               |                  |
| 13 agosto | ITF Women's Circuit Bogotà 2007 Bogotà, Colombia Terra rossa $25,000 Singolare - Doppio                                     |            |           |               |                  |
| 13 agosto | ITF Women's Circuit Bogotà 2007 Bogotà, Colombia Terra rossa $25,000 Singolare - Doppio                                     |            |           |               |                  |
| 20 agosto | ITF Women's Circuit Noida 2007 Noida, India Sintetico $10,000 Singolare - Doppio                                            |            |           |               |                  |
| 20 agosto | ITF Women's Circuit Noida 2007 Noida, India Sintetico $10,000 Singolare - Doppio                                            |            |           |               |                  |
| 20 agosto | Bokx Vastgoed Open 2007 Vlaardingen, Paesi Bassi Terra rossa $10,000 Singolare - Doppio                                     |            |           |               |                  |
| 20 agosto | Bokx Vastgoed Open 2007 Vlaardingen, Paesi Bassi Terra rossa $10,000 Singolare - Doppio                                     |            |           |               |                  |
| 20 agosto | AEGON Pro Series Cumberland 2007 Londra-Cumberland, Gran Bretagna Cemento $10,000 Singolare - Doppio                        |            |           |               |                  |
| 20 agosto | AEGON Pro Series Cumberland 2007 Londra-Cumberland, Gran Bretagna Cemento $10,000 Singolare - Doppio                        |            |           |               |                  |
| 20 agosto | Internationale Tennismeisterschaften von Schleswig-Holstein 2007 Wahlstedt, Germania Terra rossa $10,000 Singolare - Doppio |            |           |               |                  |
| 20 agosto | Internationale Tennismeisterschaften von Schleswig-Holstein 2007 Wahlstedt, Germania Terra rossa $10,000 Singolare - Doppio |            |           |               |                  |
| 20 agosto | ITF Women's Circuit Florianopolis 2007 Florianópolis, Brasile Terra rossa $10,000 Singolare - Doppio                        |            |           |               |                  |
| 20 agosto | ITF Women's Circuit Florianopolis 2007 Florianópolis, Brasile Terra rossa $10,000 Singolare - Doppio                        |            |           |               |                  |
| 20 agosto | Multisport Cup 2007 Mosca, Russia Terra rossa $25,000 Singolare - Doppio                                                    |            |           |               |                  |
| 20 agosto | Multisport Cup 2007 Mosca, Russia Terra rossa $25,000 Singolare - Doppio                                                    |            |           |               |                  |
| 20 agosto | Infond Open 2007 Maribor, Slovenia Terra rossa $25,000 Singolare - Doppio                                                   |            |           |               |                  |
| 20 agosto | Infond Open 2007 Maribor, Slovenia Terra rossa $25,000 Singolare - Doppio                                                   |            |           |               |                  |
| 20 agosto | Westend Ladies Tennis Cup 2007 Westende, Belgio Cemento $10,000 Singolare - Doppio                                          |            |           |               |                  |
| 20 agosto | Westend Ladies Tennis Cup 2007 Westende, Belgio Cemento $10,000 Singolare - Doppio                                          |            |           |               |                  |
| 20 agosto | Trofeo Torrisi Crea 2007 Tre Castagni, Italia Cemento $10,000 Singolare - Doppio                                            |            |           |               |                  |
| 20 agosto | Trofeo Torrisi Crea 2007 Tre Castagni, Italia Cemento $10,000 Singolare - Doppio                                            |            |           |               |                  |
| 27 agosto | ITF Women's Circuit Santa Cruz 2007 Santa Cruz de la Sierra, Bolivia Terra rossa $10,000 Singolare - Doppio                 |            |           |               |                  |
| 27 agosto | ITF Women's Circuit Santa Cruz 2007 Santa Cruz de la Sierra, Bolivia Terra rossa $10,000 Singolare - Doppio                 |            |           |               |                  |
| 27 agosto | Moscow Open 2007 Mosca, Russia Terra rossa $50,000 Singolare - Doppio                                                       |            |           |               |                  |
| 27 agosto | Moscow Open 2007 Mosca, Russia Terra rossa $50,000 Singolare - Doppio                                                       |            |           |               |                  |
| 27 agosto | Trofeul Boromir 2007 Hunedoara, Romania Terra rossa $10,000 Singolare - Doppio                                              |            |           |               |                  |
| 27 agosto | Trofeul Boromir 2007 Hunedoara, Romania Terra rossa $10,000 Singolare - Doppio                                              |            |           |               |                  |
| 27 agosto | KELAG Ladies Open 2007 Pörtschach am Wörther See, Austria Terra rossa $10,000 Singolare - Doppio                            |            |           |               |                  |
| 27 agosto | KELAG Ladies Open 2007 Pörtschach am Wörther See, Austria Terra rossa $10,000 Singolare - Doppio                            |            |           |               |                  |
| 27 agosto | Città di Vittoria 2007 Vittoria, Italia Terra rossa $10,000 Singolare - Doppio                                              |            |           |               |                  |
| 27 agosto | Città di Vittoria 2007 Vittoria, Italia Terra rossa $10,000 Singolare - Doppio                                              |            |           |               |                  |
| 27 agosto | Trofeu Ciutat De Mollerussa 2007 Mollerusa, Spagna Cemento $10,000 Singolare - Doppio                                       |            |           |               |                  |
| 27 agosto | Trofeu Ciutat De Mollerussa 2007 Mollerusa, Spagna Cemento $10,000 Singolare - Doppio                                       |            |           |               |                  |
| 27 agosto | Twents Open 2007 Enschede, Paesi Bassi Terra rossa $10,000 Singolare - Doppio                                               |            |           |               |                  |
| 27 agosto | Twents Open 2007 Enschede, Paesi Bassi Terra rossa $10,000 Singolare - Doppio                                               |            |           |               |                  |
| 27 agosto | Palic Open 2007 Palić, Serbia Terra rossa $10,000 Singolare - Doppio                                                        |            |           |               |                  |
| 27 agosto | Palic Open 2007 Palić, Serbia Terra rossa $10,000 Singolare - Doppio                                                        |            |           |               |                  |
| 27 agosto | Zentiva Open 2007 Praga, Repubblica Ceca Terra rossa $10,000 Singolare - Doppio                                             |            |           |               |                  |
| 27 agosto | Zentiva Open 2007 Praga, Repubblica Ceca Terra rossa $10,000 Singolare - Doppio                                             |            |           |               |                  |
| 27 agosto | The Green Women's Circuit 2007 Saitama, Giappone Cemento $10,000 Singolare - Doppio                                         |            |           |               |                  |
| 27 agosto | The Green Women's Circuit 2007 Saitama, Giappone Cemento $10,000 Singolare - Doppio                                         |            |           |               |                  |
| 27 agosto | ITF Women's Circuit Florianopolis 2007 Florianópolis, Brasile Terra rossa $10,000 Singolare - Doppio                        |            |           |               |                  |
| 27 agosto | ITF Women's Circuit Florianopolis 2007 Florianópolis, Brasile Terra rossa $10,000 Singolare - Doppio                        |            |           |               |                  |
| 27 agosto | ITF Women's Circuit New Delhi 2007 Nuova Delhi, India Cemento $10,000 Singolare - Doppio                                    |            |           |               |                  |
| 27 agosto | ITF Women's Circuit New Delhi 2007 Nuova Delhi, India Cemento $10,000 Singolare - Doppio                                    |            |           |               |                  |

## Settembre
| Settimana    | Torneo | Vincitrice | Finalista | Semifinaliste | Quarti di finale |
| ------------ | --- | ---------- | --------- | ------------- | ---------------- |
| 3 settembre  | Open GDF SUEZ de la Porte du Hainaut 2007 Denain, Francia Terra rossa $75,000 Singolare - Doppio          |            |           |               |                  |
| 3 settembre  | Open GDF SUEZ de la Porte du Hainaut 2007 Denain, Francia Terra rossa $75,000 Singolare - Doppio          |            |           |               |                  |
| 3 settembre  | Save Cup 2007 Mestre, Italia Terra rossa $50,000 Singolare - Doppio                                       |            |           |               |                  |
| 3 settembre  | Save Cup 2007 Mestre, Italia Terra rossa $50,000 Singolare - Doppio                                       |            |           |               |                  |
| 3 settembre  | Trofeul Distrigaz Sud 2007 Brașov, Romania Terra rossa $10,000 Singolare - Doppio                         |            |           |               |                  |
| 3 settembre  | Trofeul Distrigaz Sud 2007 Brașov, Romania Terra rossa $10,000 Singolare - Doppio                         |            |           |               |                  |
| 3 settembre  | Brcko Ladies Open 2007 Brčko, Bosnia ed Erzegovina Terra rossa $10,000 Singolare - Doppio                 |            |           |               |                  |
| 3 settembre  | Brcko Ladies Open 2007 Brčko, Bosnia ed Erzegovina Terra rossa $10,000 Singolare - Doppio                 |            |           |               |                  |
| 3 settembre  | ITF Women's Circuit Baku 2007 Baku, Azerbaigian Terra rossa $10,000 Singolare - Doppio                    |            |           |               |                  |
| 3 settembre  | ITF Women's Circuit Baku 2007 Baku, Azerbaigian Terra rossa $10,000 Singolare - Doppio                    |            |           |               |                  |
| 3 settembre  | TEAN International 2007 Alphen aan den Rijn, Paesi Bassi Terra rossa $10,000 Singolare - Doppio           |            |           |               |                  |
| 3 settembre  | TEAN International 2007 Alphen aan den Rijn, Paesi Bassi Terra rossa $10,000 Singolare - Doppio           |            |           |               |                  |
| 3 settembre  | Yusa Open 2007 Kyoto, Giappone Sintetico $10,000 Singolare - Doppio                                       |            |           |               |                  |
| 3 settembre  | Yusa Open 2007 Kyoto, Giappone Sintetico $10,000 Singolare - Doppio                                       |            |           |               |                  |
| 3 settembre  | Torneio Internacional de Tênis Cidade de Barueri 2007 Barueri, Brasile Cemento $10,000 Singolare - Doppio |            |           |               |                  |
| 3 settembre  | Torneio Internacional de Tênis Cidade de Barueri 2007 Barueri, Brasile Cemento $10,000 Singolare - Doppio |            |           |               |                  |
| 3 settembre  | Kedzierzyn Kozle Cup 2007 Kędzierzyn-Koźle, Polonia Terra rossa $10,000 Singolare - Doppio                |            |           |               |                  |
| 3 settembre  | Kedzierzyn Kozle Cup 2007 Kędzierzyn-Koźle, Polonia Terra rossa $10,000 Singolare - Doppio                |            |           |               |                  |
| 3 settembre  | Düsseldorf Open 2007 Düsseldorf, Germania Terra rossa $10,000 Singolare - Doppio                          |            |           |               |                  |
| 3 settembre  | Düsseldorf Open 2007 Düsseldorf, Germania Terra rossa $10,000 Singolare - Doppio                          |            |           |               |                  |
| 10 settembre | Open GDF Bordeaux 2007 Bordeaux, Francia Terra rossa $100,000 Singolare - Doppio                          |            |           |               |                  |
| 10 settembre | Open GDF Bordeaux 2007 Bordeaux, Francia Terra rossa $100,000 Singolare - Doppio                          |            |           |               |                  |
| 10 settembre | Kharkiv Ladies Cup 2007 Charkiv, Ucraina Cemento $100,000 Singolare - Doppio                              |            |           |               |                  |
| 10 settembre | Kharkiv Ladies Cup 2007 Charkiv, Ucraina Cemento $100,000 Singolare - Doppio                              |            |           |               |                  |
| 10 settembre | Rakuten Japan Open 2007 Tokyo, Giappone Cemento $50,000 Singolare - Doppio                                |            |           |               |                  |
| 10 settembre | Rakuten Japan Open 2007 Tokyo, Giappone Cemento $50,000 Singolare - Doppio                                |            |           |               |                  |
| 10 settembre | Allianz Cup 2007 Sofia, Bulgaria Terra rossa $25,000 Singolare - Doppio                                   |            |           |               |                  |
| 10 settembre | Allianz Cup 2007 Sofia, Bulgaria Terra rossa $25,000 Singolare - Doppio                                   |            |           |               |                  |
| 10 settembre | Innsbruck Open 2007 Innsbruck, Austria Terra rossa $10,000 Singolare - Doppio                             |            |           |               |                  |
| 10 settembre | Innsbruck Open 2007 Innsbruck, Austria Terra rossa $10,000 Singolare - Doppio                             |            |           |               |                  |
| 10 settembre | Trofeo Società Gestioni Energetiche 2007 Casale Monferrato, Italia Terra rossa $10,000 Singolare - Doppio |            |           |               |                  |
| 10 settembre | Trofeo Società Gestioni Energetiche 2007 Casale Monferrato, Italia Terra rossa $10,000 Singolare - Doppio |            |           |               |                  |
| 10 settembre | Trofeig Ana Huidobro 2007 Lleida, Spagna Terra rossa $10,000 Singolare - Doppio                           |            |           |               |                  |
| 10 settembre | Trofeig Ana Huidobro 2007 Lleida, Spagna Terra rossa $10,000 Singolare - Doppio                           |            |           |               |                  |
| 10 settembre | Tbilisi Open 2007 Tbilisi, Georgia Cemento $10,000 Singolare - Doppio                                     |            |           |               |                  |
| 10 settembre | Tbilisi Open 2007 Tbilisi, Georgia Cemento $10,000 Singolare - Doppio                                     |            |           |               |                  |
| 10 settembre | ITF Women's Circuit Santo Andre 2007 Santo André, Brasile Cemento $10,000 Singolare - Doppio              |            |           |               |                  |
| 10 settembre | ITF Women's Circuit Santo Andre 2007 Santo André, Brasile Cemento $10,000 Singolare - Doppio              |            |           |               |                  |
| 10 settembre | ITF Women's Circuit Tampico 2007 Tampico, Messico Cemento $10,000 Singolare - Doppio                      |            |           |               |                  |
| 10 settembre | ITF Women's Circuit Tampico 2007 Tampico, Messico Cemento $10,000 Singolare - Doppio                      |            |           |               |                  |
| 17 settembre | ITF Women's Circuit Chihuahua 2007 Chihuahua, Messico Terra rossa $10,000 Singolare - Doppio              |            |           |               |                  |
| 17 settembre | ITF Women's Circuit Chihuahua 2007 Chihuahua, Messico Terra rossa $10,000 Singolare - Doppio              |            |           |               |                  |
| 17 settembre | Ritro Slovak Open 2007 Bratislava, Slovacchia Terra rossa $10,000 Singolare - Doppio                      |            |           |               |                  |
| 17 settembre | Ritro Slovak Open 2007 Bratislava, Slovacchia Terra rossa $10,000 Singolare - Doppio                      |            |           |               |                  |
| 17 settembre | Coleman Vision Tennis Championships 2007 Albuquerque, USA Cemento $75,000 Singolare - Doppio              |            |           |               |                  |
| 17 settembre | Coleman Vision Tennis Championships 2007 Albuquerque, USA Cemento $75,000 Singolare - Doppio              |            |           |               |                  |
| 17 settembre | Trofeo Città di Lecce 2007 Lecce, Italia Terra rossa $25,000 Singolare - Doppio                           |            |           |               |                  |
| 17 settembre | Trofeo Città di Lecce 2007 Lecce, Italia Terra rossa $25,000 Singolare - Doppio                           |            |           |               |                  |
| 17 settembre | Torneo Internacional Ciudad de Alcorcón 2007 Madrid, Spagna Cemento $25,000 Singolare - Doppio            |            |           |               |                  |
| 17 settembre | Torneo Internacional Ciudad de Alcorcón 2007 Madrid, Spagna Cemento $25,000 Singolare - Doppio            |            |           |               |                  |
| 17 settembre | ITF Women's Circuit Istanbul 2007 Istanbul, Turchia Terra rossa $25,000 Singolare - Doppio                |            |           |               |                  |
| 17 settembre | ITF Women's Circuit Istanbul 2007 Istanbul, Turchia Terra rossa $25,000 Singolare - Doppio                |            |           |               |                  |
| 17 settembre | Sekisho Challenge Open 2007 Tsukuba, Giappone Cemento $25,000 Singolare - Doppio                          |            |           |               |                  |
| 17 settembre | Sekisho Challenge Open 2007 Tsukuba, Giappone Cemento $25,000 Singolare - Doppio                          |            |           |               |                  |
| 17 settembre | Open GDF SUEZ Région Limousin 2007 Limoges, Francia Cemento $10,000 Singolare - Doppio                    |            |           |               |                  |
| 17 settembre | Open GDF SUEZ Région Limousin 2007 Limoges, Francia Cemento $10,000 Singolare - Doppio                    |            |           |               |                  |
| 17 settembre | Telavi Open 2007 Telavi, Georgia Terra rossa $25,000 Singolare - Doppio                                   |            |           |               |                  |
| 17 settembre | Telavi Open 2007 Telavi, Georgia Terra rossa $25,000 Singolare - Doppio                                   |            |           |               |                  |
| 17 settembre | AEGON Pro Series Nottingham 2007 Nottingham, Gran Bretagna Cemento $10,000 Singolare - Doppio             |            |           |               |                  |
| 17 settembre | AEGON Pro Series Nottingham 2007 Nottingham, Gran Bretagna Cemento $10,000 Singolare - Doppio             |            |           |               |                  |
| 17 settembre | ITF Women's Circuit Itajai 2007 Itajaí, Brasile Terra rossa $10,000 Singolare - Doppio                    |            |           |               |                  |
| 17 settembre | ITF Women's Circuit Itajai 2007 Itajaí, Brasile Terra rossa $10,000 Singolare - Doppio                    |            |           |               |                  |
| 24 settembre | ITF Women's Circuit Ashland 2007 Ashland, USA Cemento $50,000 Singolare - Doppio                          |            |           |               |                  |
| 24 settembre | ITF Women's Circuit Ashland 2007 Ashland, USA Cemento $50,000 Singolare - Doppio                          |            |           |               |                  |
| 24 settembre | Batumi Open 2007 Batumi, Georgia Cemento $25,000 Singolare - Doppio                                       |            |           |               |                  |
| 24 settembre | Batumi Open 2007 Batumi, Georgia Cemento $25,000 Singolare - Doppio                                       |            |           |               |                  |
| 24 settembre | AEGON Pro Series Nottingham 2 2007 Nottingham, Gran Bretagna Cemento $25,000 Singolare - Doppio           |            |           |               |                  |
| 24 settembre | AEGON Pro Series Nottingham 2 2007 Nottingham, Gran Bretagna Cemento $25,000 Singolare - Doppio           |            |           |               |                  |
| 24 settembre | Royal Cup 2007 Podgorica, Montenegro Terra rossa $25,000 Singolare - Doppio                               |            |           |               |                  |
| 24 settembre | Royal Cup 2007 Podgorica, Montenegro Terra rossa $25,000 Singolare - Doppio                               |            |           |               |                  |
| 24 settembre | ITF Granada Trofeo Mapfre 2007 Granada, Spagna Cemento $25,000 Singolare - Doppio                         |            |           |               |                  |
| 24 settembre | ITF Granada Trofeo Mapfre 2007 Granada, Spagna Cemento $25,000 Singolare - Doppio                         |            |           |               |                  |
| 24 settembre | Open GDF SUEZ Clermont-Ferrand 2007 Clermont-Ferrand, Francia Cemento $10,000 Singolare - Doppio          |            |           |               |                  |
| 24 settembre | Open GDF SUEZ Clermont-Ferrand 2007 Clermont-Ferrand, Francia Cemento $10,000 Singolare - Doppio          |            |           |               |                  |
| 24 settembre | Ciampino Open 2007 Ciampino, Italia Terra rossa $10,000 Singolare - Doppio                                |            |           |               |                  |
| 24 settembre | Ciampino Open 2007 Ciampino, Italia Terra rossa $10,000 Singolare - Doppio                                |            |           |               |                  |
| 24 settembre | Torneo Thessaloniki Tennis Club 2007 Salonicco, Grecia Terra rossa $10,000 Singolare - Doppio             |            |           |               |                  |
| 24 settembre | Torneo Thessaloniki Tennis Club 2007 Salonicco, Grecia Terra rossa $10,000 Singolare - Doppio             |            |           |               |                  |
| 24 settembre | ITF Women's Circuit Hiroshima 2007 Hiroshima, Giappone Cemento $10,000 Singolare - Doppio                 |            |           |               |                  |
| 24 settembre | ITF Women's Circuit Hiroshima 2007 Hiroshima, Giappone Cemento $10,000 Singolare - Doppio                 |            |           |               |                  |
| 24 settembre | ITF Women's Circuit Florianopolis 2007 Florianópolis, Brasile Terra rossa $10,000 Singolare - Doppio      |            |           |               |                  |
| 24 settembre | ITF Women's Circuit Florianopolis 2007 Florianópolis, Brasile Terra rossa $10,000 Singolare - Doppio      |            |           |               |                  |
| 24 settembre | ITF Women's Circuit Juarez 2007 Ciudad Juárez, Messico Terra rossa $25,000 Singolare - Doppio             |            |           |               |                  |
| 24 settembre | ITF Women's Circuit Juarez 2007 Ciudad Juárez, Messico Terra rossa $25,000 Singolare - Doppio             |            |           |               |                  |

## Ottobre
| Settimana  | Torneo | Vincitrice | Finalista | Semifinaliste | Quarti di finale |
| ---------- | --- | ---------- | --------- | ------------- | ---------------- |
| 1º ottobre | ITF Women's Circuit Monterrey 2007 Monterrey, Messico Cemento $25,000 Singolare - Doppio                                        |            |           |               |                  |
| 1º ottobre | ITF Women's Circuit Monterrey 2007 Monterrey, Messico Cemento $25,000 Singolare - Doppio                                        |            |           |               |                  |
| 1º ottobre | Open GDF SUEZ Nantes Atlantique 2007 Nantes, Francia Cemento $25,000 Singolare - Doppio                                         |            |           |               |                  |
| 1º ottobre | Open GDF SUEZ Nantes Atlantique 2007 Nantes, Francia Cemento $25,000 Singolare - Doppio                                         |            |           |               |                  |
| 1º ottobre | Eteiron Cup 2007 Castel Gandolfo, Italia Terra rossa $10,000 Singolare - Doppio                                                 |            |           |               |                  |
| 1º ottobre | Eteiron Cup 2007 Castel Gandolfo, Italia Terra rossa $10,000 Singolare - Doppio                                                 |            |           |               |                  |
| 1º ottobre | ITF Women's Circuit Mytilini 2007 Mitilene, Grecia Cemento $10,000 Singolare - Doppio                                           |            |           |               |                  |
| 1º ottobre | ITF Women's Circuit Mytilini 2007 Mitilene, Grecia Cemento $10,000 Singolare - Doppio                                           |            |           |               |                  |
| 1º ottobre | Porto Open 2007 Porto, Portogallo Terra rossa $10,000 Singolare - Doppio                                                        |            |           |               |                  |
| 1º ottobre | Porto Open 2007 Porto, Portogallo Terra rossa $10,000 Singolare - Doppio                                                        |            |           |               |                  |
| 1º ottobre | Les Franqueses Del Valles Open 2007 Les Franqueses del Vallès, Spagna Cemento $10,000 Singolare - Doppio                        |            |           |               |                  |
| 1º ottobre | Les Franqueses Del Valles Open 2007 Les Franqueses del Vallès, Spagna Cemento $10,000 Singolare - Doppio                        |            |           |               |                  |
| 1º ottobre | USTA Tennis Classic of Troy 2007 Troy, USA Cemento $50,000 Singolare - Doppio                                                   |            |           |               |                  |
| 1º ottobre | USTA Tennis Classic of Troy 2007 Troy, USA Cemento $50,000 Singolare - Doppio                                                   |            |           |               |                  |
| 8 ottobre  | ITF Women's Circuit Saltillo 2007 Saltillo, Messico Cemento $25,000 Singolare - Doppio                                          |            |           |               |                  |
| 8 ottobre  | ITF Women's Circuit Saltillo 2007 Saltillo, Messico Cemento $25,000 Singolare - Doppio                                          |            |           |               |                  |
| 8 ottobre  | ITF Women's Circuit San Francisco 2007 San Francisco, USA Cemento $50,000 Singolare - Doppio                                    |            |           |               |                  |
| 8 ottobre  | ITF Women's Circuit San Francisco 2007 San Francisco, USA Cemento $50,000 Singolare - Doppio                                    |            |           |               |                  |
| 8 ottobre  | Open GDF Suez de Touraine 2007 Joué-lès-Tours, Francia Cemento $50,000 Singolare - Doppio                                       |            |           |               |                  |
| 8 ottobre  | Open GDF Suez de Touraine 2007 Joué-lès-Tours, Francia Cemento $50,000 Singolare - Doppio                                       |            |           |               |                  |
| 8 ottobre  | ITF Women's Circuit Reggio Calabria 2007 Reggio Calabria, Italia Terra rossa $25,000 Singolare - Doppio                         |            |           |               |                  |
| 8 ottobre  | ITF Women's Circuit Reggio Calabria 2007 Reggio Calabria, Italia Terra rossa $25,000 Singolare - Doppio                         |            |           |               |                  |
| 8 ottobre  | The Jersey International 2007 Jersey, Gran Bretagna Cemento $25,000 Singolare - Doppio                                          |            |           |               |                  |
| 8 ottobre  | The Jersey International 2007 Jersey, Gran Bretagna Cemento $25,000 Singolare - Doppio                                          |            |           |               |                  |
| 8 ottobre  | Rockhampton Tennis International 2007 Rockhampton, Australia Cemento $25,000 Singolare - Doppio                                 |            |           |               |                  |
| 8 ottobre  | Rockhampton Tennis International 2007 Rockhampton, Australia Cemento $25,000 Singolare - Doppio                                 |            |           |               |                  |
| 8 ottobre  | ITF Women's Circuit Beijing 2007 Pechino, Cina Cemento $25,000 Singolare - Doppio                                               |            |           |               |                  |
| 8 ottobre  | ITF Women's Circuit Beijing 2007 Pechino, Cina Cemento $25,000 Singolare - Doppio                                               |            |           |               |                  |
| 8 ottobre  | Femenino Ciudad de Benicarló 2007 Benicarló, Spagna Terra rossa $10,000 Singolare - Doppio                                      |            |           |               |                  |
| 8 ottobre  | Femenino Ciudad de Benicarló 2007 Benicarló, Spagna Terra rossa $10,000 Singolare - Doppio                                      |            |           |               |                  |
| 8 ottobre  | Nea Ionia Futures 2007 Volo, Grecia Sintetico $10,000 Singolare - Doppio                                                        |            |           |               |                  |
| 8 ottobre  | Nea Ionia Futures 2007 Volo, Grecia Sintetico $10,000 Singolare - Doppio                                                        |            |           |               |                  |
| 8 ottobre  | Solverde Tenis Cup 2007 Espinho, Portogallo Terra rossa $10,000 Singolare - Doppio                                              |            |           |               |                  |
| 8 ottobre  | Solverde Tenis Cup 2007 Espinho, Portogallo Terra rossa $10,000 Singolare - Doppio                                              |            |           |               |                  |
| 15 ottobre | ITF Women's Circuit Lawrenceville 2007 Lawrenceville, USA Cemento $50,000 Singolare - Doppio                                    |            |           |               |                  |
| 15 ottobre | ITF Women's Circuit Lawrenceville 2007 Lawrenceville, USA Cemento $50,000 Singolare - Doppio                                    |            |           |               |                  |
| 15 ottobre | Open International de la Ville de Saint Raphael 2007 Saint-Raphaël, Francia Cemento indoor $50,000 Singolare - Doppio           |            |           |               |                  |
| 15 ottobre | Open International de la Ville de Saint Raphael 2007 Saint-Raphaël, Francia Cemento indoor $50,000 Singolare - Doppio           |            |           |               |                  |
| 15 ottobre | ITF Femenil San Luis Potosí 2007 San Luis Potosí, Messico Cemento $25,000 Singolare - Doppio                                    |            |           |               |                  |
| 15 ottobre | ITF Femenil San Luis Potosí 2007 San Luis Potosí, Messico Cemento $25,000 Singolare - Doppio                                    |            |           |               |                  |
| 15 ottobre | Gympie International 2007 Gympie, Australia Cemento $25,000 Singolare - Doppio                                                  |            |           |               |                  |
| 15 ottobre | Gympie International 2007 Gympie, Australia Cemento $25,000 Singolare - Doppio                                                  |            |           |               |                  |
| 15 ottobre | AEGON Pro Series Glasgow 2007 Glasgow, Gran Bretagna Terra rossa $25,000 Singolare - Doppio                                     |            |           |               |                  |
| 15 ottobre | AEGON Pro Series Glasgow 2007 Glasgow, Gran Bretagna Terra rossa $25,000 Singolare - Doppio                                     |            |           |               |                  |
| 15 ottobre | Gosen Cup Swingbeach Makinohara International Ladies Open Tennis 2007 Makinohara, Giappone Sintetico $25,000 Singolare - Doppio |            |           |               |                  |
| 15 ottobre | Gosen Cup Swingbeach Makinohara International Ladies Open Tennis 2007 Makinohara, Giappone Sintetico $25,000 Singolare - Doppio |            |           |               |                  |
| 15 ottobre | ITF Women's Circuit Serra Negra 2007 Serra Negra, Brasile Terra rossa $10,000 Singolare - Doppio                                |            |           |               |                  |
| 15 ottobre | ITF Women's Circuit Serra Negra 2007 Serra Negra, Brasile Terra rossa $10,000 Singolare - Doppio                                |            |           |               |                  |
| 15 ottobre | ITF Women's Circuit Valencia 2007 Valencia, Venezuela Cemento $10,000 Singolare - Doppio                                        |            |           |               |                  |
| 15 ottobre | ITF Women's Circuit Valencia 2007 Valencia, Venezuela Cemento $10,000 Singolare - Doppio                                        |            |           |               |                  |
| 15 ottobre | Internacionales de Andalucía Femeninos 2007 Siviglia, Spagna Terra rossa $10,000 Singolare - Doppio                             |            |           |               |                  |
| 15 ottobre | Internacionales de Andalucía Femeninos 2007 Siviglia, Spagna Terra rossa $10,000 Singolare - Doppio                             |            |           |               |                  |
| 15 ottobre | Babin Kuk Open 2007 Ragusa, Croazia Terra rossa $10,000 Singolare - Doppio                                                      |            |           |               |                  |
| 15 ottobre | Babin Kuk Open 2007 Ragusa, Croazia Terra rossa $10,000 Singolare - Doppio                                                      |            |           |               |                  |
| 15 ottobre | Internazionali Città di Settimo San Pietro 2007 Settimo San Pietro, Italia Terra rossa $10,000 Singolare - Doppio               |            |           |               |                  |
| 15 ottobre | Internazionali Città di Settimo San Pietro 2007 Settimo San Pietro, Italia Terra rossa $10,000 Singolare - Doppio               |            |           |               |                  |
| 22 ottobre | Ritro Slovak Open 2007 Bratislava, Slovacchia Cemento indoor $100,000+H Singolare - Doppio                                      |            |           |               |                  |
| 22 ottobre | Ritro Slovak Open 2007 Bratislava, Slovacchia Cemento indoor $100,000+H Singolare - Doppio                                      |            |           |               |                  |
| 22 ottobre | Gubernator Cup 2007 Podol'sk, Russia Cemento $25,000 Singolare - Doppio                                                         |            |           |               |                  |
| 22 ottobre | Gubernator Cup 2007 Podol'sk, Russia Cemento $25,000 Singolare - Doppio                                                         |            |           |               |                  |
| 22 ottobre | Torneo Internacional de Tenis Sant Cugat 2007 Sant Cugat del Vallès, Spagna Terra rossa $25,000 Singolare - Doppio              |            |           |               |                  |
| 22 ottobre | Torneo Internacional de Tenis Sant Cugat 2007 Sant Cugat del Vallès, Spagna Terra rossa $25,000 Singolare - Doppio              |            |           |               |                  |
| 22 ottobre | Republican Girls 2007 Istanbul, Turchia Cemento indoor $25,000 Singolare - Doppio                                               |            |           |               |                  |
| 22 ottobre | Republican Girls 2007 Istanbul, Turchia Cemento indoor $25,000 Singolare - Doppio                                               |            |           |               |                  |
| 22 ottobre | ITF Women's Circuit Saint Denis Reunion 2007 Saint-Denis, Francia Cemento $25,000 Singolare - Doppio                            |            |           |               |                  |
| 22 ottobre | ITF Women's Circuit Saint Denis Reunion 2007 Saint-Denis, Francia Cemento $25,000 Singolare - Doppio                            |            |           |               |                  |
| 22 ottobre | Latrobe City Tennis International 2007 Traralgon, Australia Cemento $25,000 Singolare - Doppio                                  |            |           |               |                  |
| 22 ottobre | Latrobe City Tennis International 2007 Traralgon, Australia Cemento $25,000 Singolare - Doppio                                  |            |           |               |                  |
| 22 ottobre | ITF Women's Circuit Messico City 2007 Città del Messico, Messico Cemento $25,000 Singolare - Doppio                             |            |           |               |                  |
| 22 ottobre | ITF Women's Circuit Messico City 2007 Città del Messico, Messico Cemento $25,000 Singolare - Doppio                             |            |           |               |                  |
| 22 ottobre | ITF Women's Circuit Augusta 2007 Augusta, USA Cemento $25,000 Singolare - Doppio                                                |            |           |               |                  |
| 22 ottobre | ITF Women's Circuit Augusta 2007 Augusta, USA Cemento $25,000 Singolare - Doppio                                                |            |           |               |                  |
| 22 ottobre | Tokyu Harvest Cup Hamanako 2007 Hamanako, Giappone Sintetico $25,000 Singolare - Doppio                                         |            |           |               |                  |
| 22 ottobre | Tokyu Harvest Cup Hamanako 2007 Hamanako, Giappone Sintetico $25,000 Singolare - Doppio                                         |            |           |               |                  |
| 22 ottobre | ITF Women's Circuit Cape Town 2007 Città del Capo, Sudafrica Cemento $10,000 Singolare - Doppio                                 |            |           |               |                  |
| 22 ottobre | ITF Women's Circuit Cape Town 2007 Città del Capo, Sudafrica Cemento $10,000 Singolare - Doppio                                 |            |           |               |                  |
| 22 ottobre | Torneo Internazionale GS Verniciature 2007 Augusta-Siracusa, Italia Terra rossa $10,000 Singolare - Doppio                      |            |           |               |                  |
| 22 ottobre | Torneo Internazionale GS Verniciature 2007 Augusta-Siracusa, Italia Terra rossa $10,000 Singolare - Doppio                      |            |           |               |                  |
| 22 ottobre | Dubrovnik Ladies Open 2007 Ragusa, Croazia Terra rossa $10,000 Singolare - Doppio                                               |            |           |               |                  |
| 22 ottobre | Dubrovnik Ladies Open 2007 Ragusa, Croazia Terra rossa $10,000 Singolare - Doppio                                               |            |           |               |                  |
| 22 ottobre | Itu Women Future Itu 2007 Itu, Brasile Terra rossa $10,000 Singolare - Doppio                                                   |            |           |               |                  |
| 22 ottobre | Itu Women Future Itu 2007 Itu, Brasile Terra rossa $10,000 Singolare - Doppio                                                   |            |           |               |                  |
| 22 ottobre | ITF Women's Circuit Valencia 2007 Valencia, Venezuela Cemento $10,000 Singolare - Doppio                                        |            |           |               |                  |
| 22 ottobre | ITF Women's Circuit Valencia 2007 Valencia, Venezuela Cemento $10,000 Singolare - Doppio                                        |            |           |               |                  |
| 29 ottobre | ITF Women's Circuit Taoyuan 2007 Taoyuan, Taiwan Cemento $50,000 Singolare - Doppio                                             |            |           |               |                  |
| 29 ottobre | ITF Women's Circuit Taoyuan 2007 Taoyuan, Taiwan Cemento $50,000 Singolare - Doppio                                             |            |           |               |                  |
| 29 ottobre | Kofu International Open Tennis 2007 Kōfu, Giappone Cemento $10,000 Singolare - Doppio                                           |            |           |               |                  |
| 29 ottobre | Kofu International Open Tennis 2007 Kōfu, Giappone Cemento $10,000 Singolare - Doppio                                           |            |           |               |                  |
| 29 ottobre | Stockholm Ladies 2007 Stoccolma, Svezia Cemento indoor $10,000 Singolare - Doppio                                               |            |           |               |                  |
| 29 ottobre | Stockholm Ladies 2007 Stoccolma, Svezia Cemento indoor $10,000 Singolare - Doppio                                               |            |           |               |                  |
| 29 ottobre | ITF Women's Circuit Bogotà 2007 Bogotà, Colombia Terra rossa $10,000 Singolare - Doppio                                         |            |           |               |                  |
| 29 ottobre | ITF Women's Circuit Bogotà 2007 Bogotà, Colombia Terra rossa $10,000 Singolare - Doppio                                         |            |           |               |                  |
| 29 ottobre | ITF Women's Circuit Asuncion 2007 Asunción, Paraguay Terra rossa $10,000 Singolare - Doppio                                     |            |           |               |                  |
| 29 ottobre | ITF Women's Circuit Asuncion 2007 Asunción, Paraguay Terra rossa $10,000 Singolare - Doppio                                     |            |           |               |                  |

## Novembre
| Settimana   | Torneo | Vincitrice | Finalista | Semifinaliste | Quarti di finale |
| ----------- | --- | ---------- | --------- | ------------- | ---------------- |
| 5 novembre  | ITF Women's Circuit Pittsburgh 2007 Pittsburgh, USA Cemento $75,000 Singolare - Doppio                           |            |           |               |                  |
| 5 novembre  | ITF Women's Circuit Pittsburgh 2007 Pittsburgh, USA Cemento $75,000 Singolare - Doppio                           |            |           |               |                  |
| 5 novembre  | MTB Bank 2007 Minsk, Bielorussia Cemento $50,000 Singolare - Doppio                                              |            |           |               |                  |
| 5 novembre  | MTB Bank 2007 Minsk, Bielorussia Cemento $50,000 Singolare - Doppio                                              |            |           |               |                  |
| 5 novembre  | ITF Women's Circuit Taizou 2007 Taizou, Cina Cemento $25,000 Singolare - Doppio                                  |            |           |               |                  |
| 5 novembre  | ITF Women's Circuit Taizou 2007 Taizou, Cina Cemento $25,000 Singolare - Doppio                                  |            |           |               |                  |
| 5 novembre  | Nyrstar Port Pirie Tennis International 2007 Port Pirie, Australia Cemento $25,000 Singolare - Doppio            |            |           |               |                  |
| 5 novembre  | Nyrstar Port Pirie Tennis International 2007 Port Pirie, Australia Cemento $25,000 Singolare - Doppio            |            |           |               |                  |
| 5 novembre  | Tevlin Challenger 2007 Toronto, Canada Cemento $25,000 Singolare - Doppio                                        |            |           |               |                  |
| 5 novembre  | Tevlin Challenger 2007 Toronto, Canada Cemento $25,000 Singolare - Doppio                                        |            |           |               |                  |
| 5 novembre  | ITF Bueschl Open 2007 Ismaning, Germania Sintetico $25,000 Singolare - Doppio                                    |            |           |               |                  |
| 5 novembre  | ITF Bueschl Open 2007 Ismaning, Germania Sintetico $25,000 Singolare - Doppio                                    |            |           |               |                  |
| 5 novembre  | Jounieh Open 2007 Jounieh, Libano Terra rossa $25,000 Singolare - Doppio                                         |            |           |               |                  |
| 5 novembre  | Jounieh Open 2007 Jounieh, Libano Terra rossa $25,000 Singolare - Doppio                                         |            |           |               |                  |
| 5 novembre  | Open du Havre 2007 Le Havre, Francia Terra rossa indoor $10,000 Singolare - Doppio                               |            |           |               |                  |
| 5 novembre  | Open du Havre 2007 Le Havre, Francia Terra rossa indoor $10,000 Singolare - Doppio                               |            |           |               |                  |
| 5 novembre  | AEGON Pro Series Redbridge 2007 Redbridge, Gran Bretagna Cemento $10,000 Singolare - Doppio                      |            |           |               |                  |
| 5 novembre  | AEGON Pro Series Redbridge 2007 Redbridge, Gran Bretagna Cemento $10,000 Singolare - Doppio                      |            |           |               |                  |
| 5 novembre  | ITF Women's Circuit Mallorca 2007 Palma di Maiorca, Spagna Terra rossa $10,000 Singolare - Doppio                |            |           |               |                  |
| 5 novembre  | ITF Women's Circuit Mallorca 2007 Palma di Maiorca, Spagna Terra rossa $10,000 Singolare - Doppio                |            |           |               |                  |
| 5 novembre  | ITF Women's Circuit Cordoba 2007 Córdoba, Argentina Terra rossa $10,000 Singolare - Doppio                       |            |           |               |                  |
| 5 novembre  | ITF Women's Circuit Cordoba 2007 Córdoba, Argentina Terra rossa $10,000 Singolare - Doppio                       |            |           |               |                  |
| 5 novembre  | ITF Women's Circuit Lima 2007 Lima, Perù Terra rossa $10,000 Singolare - Doppio                                  |            |           |               |                  |
| 5 novembre  | ITF Women's Circuit Lima 2007 Lima, Perù Terra rossa $10,000 Singolare - Doppio                                  |            |           |               |                  |
| 12 novembre | AEGON Pro Series Sunderland 2007 Sunderland, Gran Bretagna Cemento indoor $10,000 Singolare - Doppio             |            |           |               |                  |
| 12 novembre | AEGON Pro Series Sunderland 2007 Sunderland, Gran Bretagna Cemento indoor $10,000 Singolare - Doppio             |            |           |               |                  |
| 12 novembre | ITF Women's Circuit Mallorca 2007 Palma di Maiorca, Spagna Terra rossa $10,000 Singolare - Doppio                |            |           |               |                  |
| 12 novembre | ITF Women's Circuit Mallorca 2007 Palma di Maiorca, Spagna Terra rossa $10,000 Singolare - Doppio                |            |           |               |                  |
| 12 novembre | Asociacion Argentina de Tenis Women Circuit 2007 Buenos Aires, Argentina Terra rossa $10,000 Singolare - Doppio  |            |           |               |                  |
| 12 novembre | Asociacion Argentina de Tenis Women Circuit 2007 Buenos Aires, Argentina Terra rossa $10,000 Singolare - Doppio  |            |           |               |                  |
| 12 novembre | NECC ITF Women's Tennis Tournament 2007 Pune, India Cemento $25,000 Singolare - Doppio                           |            |           |               |                  |
| 12 novembre | NECC ITF Women's Tennis Tournament 2007 Pune, India Cemento $25,000 Singolare - Doppio                           |            |           |               |                  |
| 12 novembre | Torneo La Quinta Resort and Club 2007 La Quinta, USA Cemento $50,000 Singolare - Doppio                          |            |           |               |                  |
| 12 novembre | Torneo La Quinta Resort and Club 2007 La Quinta, USA Cemento $50,000 Singolare - Doppio                          |            |           |               |                  |
| 12 novembre | ITF Women's Circuit Kunming 2007 Kunming, Cina Cemento $50,000 Singolare - Doppio                                |            |           |               |                  |
| 12 novembre | ITF Women's Circuit Kunming 2007 Kunming, Cina Cemento $50,000 Singolare - Doppio                                |            |           |               |                  |
| 12 novembre | Internationaux de Touques 2007 Deauville, Francia Terra rossa indoor $50,000 Singolare - Doppio                  |            |           |               |                  |
| 12 novembre | Internationaux de Touques 2007 Deauville, Francia Terra rossa indoor $50,000 Singolare - Doppio                  |            |           |               |                  |
| 12 novembre | ITF Women's Circuit Nuriootpa 2007 Nuriootpa, Australia Cemento $25,000 Singolare - Doppio                       |            |           |               |                  |
| 12 novembre | ITF Women's Circuit Nuriootpa 2007 Nuriootpa, Australia Cemento $25,000 Singolare - Doppio                       |            |           |               |                  |
| 12 novembre | Smart ITF Women's Circuit 2007 Manila, Filippine Cemento $10,000 Singolare - Doppio                              |            |           |               |                  |
| 12 novembre | Smart ITF Women's Circuit 2007 Manila, Filippine Cemento $10,000 Singolare - Doppio                              |            |           |               |                  |
| 19 novembre | Endurance ITF Women's Tennis Tournament 2007 Aurangabad, India Terra rossa $10,000 Singolare - Doppio            |            |           |               |                  |
| 19 novembre | Endurance ITF Women's Tennis Tournament 2007 Aurangabad, India Terra rossa $10,000 Singolare - Doppio            |            |           |               |                  |
| 19 novembre | Asociacion Argentina de Tenis Women Circuit 2007 Buenos Aires, Argentina Terra rossa $10,000 Singolare - Doppio  |            |           |               |                  |
| 19 novembre | Asociacion Argentina de Tenis Women Circuit 2007 Buenos Aires, Argentina Terra rossa $10,000 Singolare - Doppio  |            |           |               |                  |
| 19 novembre | Internationaux Féminins de la Vienne 2007 Poitiers, Francia Cemento indoor $100,000 Singolare - Doppio           |            |           |               |                  |
| 19 novembre | Internationaux Féminins de la Vienne 2007 Poitiers, Francia Cemento indoor $100,000 Singolare - Doppio           |            |           |               |                  |
| 19 novembre | Hart Open 2007 Opole, Polonia Sintetico $25,000 Singolare - Doppio                                               |            |           |               |                  |
| 19 novembre | Hart Open 2007 Opole, Polonia Sintetico $25,000 Singolare - Doppio                                               |            |           |               |                  |
| 19 novembre | City of Mount Gambier Blue Lake Women's Classic 2007 Mount Gambier, Australia Cemento $25,000 Singolare - Doppio |            |           |               |                  |
| 19 novembre | City of Mount Gambier Blue Lake Women's Classic 2007 Mount Gambier, Australia Cemento $25,000 Singolare - Doppio |            |           |               |                  |
| 19 novembre | Pestana Ladies Open 2007 Beloura-Sintra, Portogallo Terra rossa $25,000 Singolare - Doppio                       |            |           |               |                  |
| 19 novembre | Pestana Ladies Open 2007 Beloura-Sintra, Portogallo Terra rossa $25,000 Singolare - Doppio                       |            |           |               |                  |
| 19 novembre | Smart ITF Women's Circuit 2 2007 Manila, Filippine Terra rossa $10,000 Singolare - Doppio                        |            |           |               |                  |
| 19 novembre | Smart ITF Women's Circuit 2 2007 Manila, Filippine Terra rossa $10,000 Singolare - Doppio                        |            |           |               |                  |
| 19 novembre | ITF Women's Circuit Messico City 2007 Città del Messico, Messico Cemento $25,000 Singolare - Doppio              |            |           |               |                  |
| 19 novembre | ITF Women's Circuit Messico City 2007 Città del Messico, Messico Cemento $25,000 Singolare - Doppio              |            |           |               |                  |
| 19 novembre | ITF Women's Circuit Barcelona 2007 Barcellona, Spagna Terra rossa $10,000 Singolare - Doppio                     |            |           |               |                  |
| 19 novembre | ITF Women's Circuit Barcelona 2007 Barcellona, Spagna Terra rossa $10,000 Singolare - Doppio                     |            |           |               |                  |
| 19 novembre | Fred Sorkin Women's Circuit 2007 Ramat HaSharon, Israele Cemento $10,000 Singolare - Doppio                      |            |           |               |                  |
| 19 novembre | Fred Sorkin Women's Circuit 2007 Ramat HaSharon, Israele Cemento $10,000 Singolare - Doppio                      |            |           |               |                  |
| 26 novembre | ITF Women's Circuit Xiamen 2007 Xiamen, Cina Cemento $75,000 Singolare - Doppio                                  |            |           |               |                  |
| 26 novembre | ITF Women's Circuit Xiamen 2007 Xiamen, Cina Cemento $75,000 Singolare - Doppio                                  |            |           |               |                  |
| 26 novembre | Pestana Ladies Open 2007 Beloura-Sintra, Portogallo Terra rossa $25,000 Singolare - Doppio                       |            |           |               |                  |
| 26 novembre | Pestana Ladies Open 2007 Beloura-Sintra, Portogallo Terra rossa $25,000 Singolare - Doppio                       |            |           |               |                  |
| 26 novembre | ITF Women's Circuit Santiago 2007 Santiago, Cile Terra rossa $10,000 Singolare - Doppio                          |            |           |               |                  |
| 26 novembre | ITF Women's Circuit Santiago 2007 Santiago, Cile Terra rossa $10,000 Singolare - Doppio                          |            |           |               |                  |
| 26 novembre | ITF Women's Circuit Messico City 2007 Città del Messico, Messico Cemento $10,000 Singolare - Doppio              |            |           |               |                  |
| 26 novembre | ITF Women's Circuit Messico City 2007 Città del Messico, Messico Cemento $10,000 Singolare - Doppio              |            |           |               |                  |
| 26 novembre | Torneo Internacional Ciudad de Vall de Uxò 2007 Vallduxo, Spagna Terra rossa $10,000 Singolare - Doppio          |            |           |               |                  |
| 26 novembre | Torneo Internacional Ciudad de Vall de Uxò 2007 Vallduxo, Spagna Terra rossa $10,000 Singolare - Doppio          |            |           |               |                  |

## Dicembre
| Settimana   | Torneo                                                                                         | Vincitrice | Finalista | Semifinaliste | Quarti di finale |
| ----------- | ---------------------------------------------------------------------------------------------- | ---------- | --------- | ------------- | ---------------- |
| 3 dicembre  | Zubr Cup 2007 Přerov, Repubblica Ceca Cemento indoor $25,000 Singolare - Doppio                |            |           |               |                  |
| 3 dicembre  | Zubr Cup 2007 Přerov, Repubblica Ceca Cemento indoor $25,000 Singolare - Doppio                |            |           |               |                  |
| 3 dicembre  | Copa Occindetal Miramar 2007 L'Avana, Cuba Cemento $10,000 Singolare - Doppio                  |            |           |               |                  |
| 3 dicembre  | Copa Occindetal Miramar 2007 L'Avana, Cuba Cemento $10,000 Singolare - Doppio                  |            |           |               |                  |
| 10 dicembre | Copa Occindetal Miramar 2 2007 L'Avana, Cuba Cemento $10,000 Singolare - Doppio                |            |           |               |                  |
| 10 dicembre | Copa Occindetal Miramar 2 2007 L'Avana, Cuba Cemento $10,000 Singolare - Doppio                |            |           |               |                  |
| 10 dicembre | Governor's Cup Lagos 2007 Lagos, Nigeria Cemento $25,000 Singolare - Doppio                    |            |           |               |                  |
| 10 dicembre | Governor's Cup Lagos 2007 Lagos, Nigeria Cemento $25,000 Singolare - Doppio                    |            |           |               |                  |
| 10 dicembre | Al Habtoor Future Challenge 2007 Dubai, Emirati Arabi Uniti Cemento $75,000 Singolare - Doppio |            |           |               |                  |
| 10 dicembre | Al Habtoor Future Challenge 2007 Dubai, Emirati Arabi Uniti Cemento $75,000 Singolare - Doppio |            |           |               |                  |
| 10 dicembre | Deza Trophy 2007 Valašské Meziříčí, Repubblica Ceca Cemento $25,000 Singolare - Doppio         |            |           |               |                  |
| 10 dicembre | Deza Trophy 2007 Valašské Meziříčí, Repubblica Ceca Cemento $25,000 Singolare - Doppio         |            |           |               |                  |
| 17 dicembre | Governor's Cup Lagos 2 2007 Lagos, Nigeria Cemento $25,000 Singolare - Doppio                  |            |           |               |                  |
| 17 dicembre | Governor's Cup Lagos 2 2007 Lagos, Nigeria Cemento $25,000 Singolare - Doppio                  |            |           |               |                  |